# 테트라비블로스

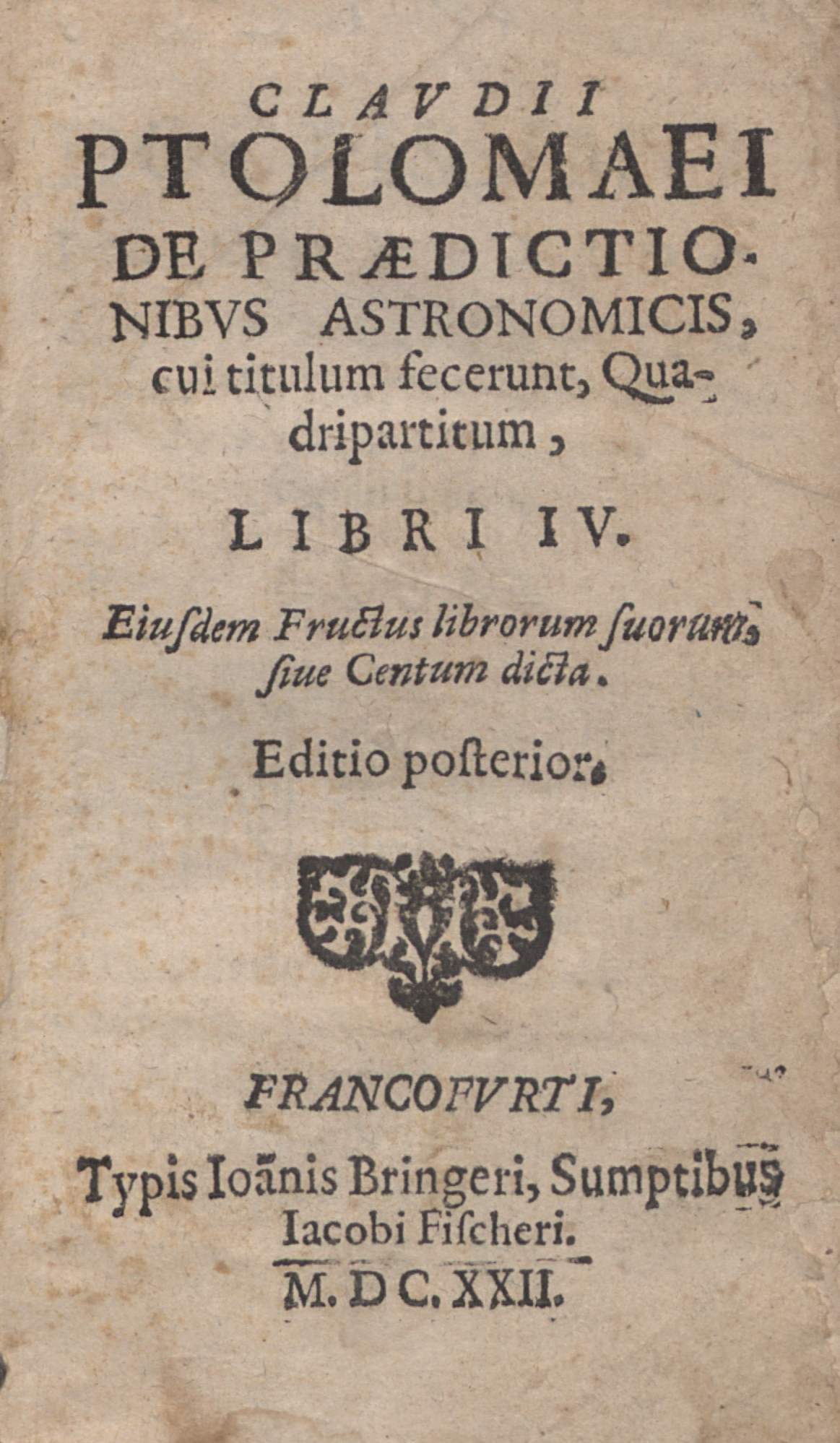
Quadripartitum, 1622

테트라비블로스(Τετράβιβλος)('네 권의 책')은 '효과'라는 뜻의 그리스어 아포텔레스마티카(Αποτελεσματικά)와 '네 부분'이라는 뜻의 라틴어 콰드리파르티툼(Quadripartitum)으로, 그리고 점성사서(占星四書)로도 알려져 있는, 2세기에 알렉산드리아의 학자 클라우디오스 프톨레마이오스(90~168년경)에 의해 쓰여진 철학과 점성술의 실천에 관한 문헌이다.
프톨레마이오스의 《알마게스트》가 천년 이상 천문학의 권위 있는 문헌이었고, 그것의 안내서인 《테트라비블로스》는 세속적 문제에 관한 천문 주기의 효과를 연구하는 점성술에서 동등한 영향력이 있었다. 그러나, 태양계의 태양중심설의 수용으로 알마게스트는 천문학에서의 권위를 잃었는데 반해, 테트라비블로스는 점성술을 위한 이론적 작품으로 남아있다. 그것은 점성술을 진지하게 공부하는 학생들에게는 "필수적인 것"으로 간주된다.
점성술의 실천 기법 외에도, 자연적이며 유익한 학문으로의 그 주제에 대한 프톨레마이오스의 철학적 방어는 중세 동안에 서유럽에 점성술에 대한 신학적 관용을 얻는데 도움이 되었다. 르네상스 동안에 그것은 점성술에 대한 프톨레마이오스식 교육이 대학에 포함되도록 허락했으여, 의학 연구와 문학 활동에 연관된 영향력을 가져왔다. 17세기 말경에 프톨레마이오스의 업적과 이론이 구식이며 미신에 기초한다는 비판에 직면했고 이 서적의 지적인 입지는 붕괴해 갔다.
테트라비블로스의 역사적 중요성은 그것에 대하여 출판해 온 고대와 중세 그리고 르네상스의 많은 주석서들에서 드러난다. 그것은 복제되고, 설명이 첨가되고, 의역되고, 요약되고, 여러 언어로 번역되었다. 이 서적의 가장 최근 판은 1998년에 출판된 토이프너에 의한 볼프강 휴프너의 그리스어 비평연구판이다.

## 개요와 영향
"나는 어느 때의 창조물인 내가 언젠가는 죽을 운명이라는 것을 알고 있다. 그러나, 내가 별들의 굽이치는 행로를 탐험할 때, 나는 더 이상 지구에 나의 발을 디디지 않는다.: 나는 제우스의 곁에서, 신들의 음식 암브로시아를 실컷 마시고 있다."

프톨레마이오스는 "그리스의 점성가들 중 가장 유명한 사람"이며, "전(前)점성술의 가장 고결한 등급의 권위자"라 할만하다. 참고 문헌으로써 테트라비블로스는 "천년 또는 그 이상 동안 점성학적 작가들 사이에서 거의 성경의 권위를 누렸다."고 묘사된다. 2세기에 알렉산드리아에서 편찬된 그 작품은 그것의 최초 출판본에서 비롯된 것에 대한 주석서들이 축적되었다. 그것은 9세기에 아랍어로 번역되었고 "중세 이슬람 정성가들에게 있어서 단연코 가장 영향력 있는 전거"로 묘사된다.
12세기에 테트라비블로스의 라틴어 번역으로, "프톨레마이오스의 점성술"은 알베르투스 마그누스와 토마스 아퀴나스에 의해 중세 기독교 교리와 통합되었다. 이러한 신학적인 수용은 대학에서의 프톨레마이오스의 점성술에 대한 교육을 장려했고, 종종 의학 연구와 결부되었다. 결국, 이것은 문학 단테의 작품과 같은 문학에서 주목되었는데, 그것은 중세 동안의 서유럽의 도덕적이며 종교적이고 우주론적인 패러다임을 형성하는데 도움이 되었다. 테트라비블로스는 르네상스 점성술의 기초 법칙을 규정하는데 크게 기인했고, 르네상스와 근세 유럽의 일류 대학교들 가운데 일부에서는 필수 교과서였다.

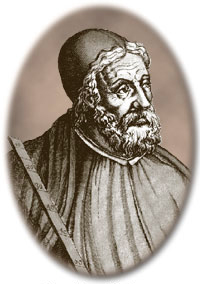
프톨레마이오스를 묘사한 16세기 목판화, 1584년, 파리.

17세기에 들어서도 대학에서 프톨레마이오스의 점성술의 교육이 계속되었지만, 17세기 중반에는 자유과 중에 하나로써의 그 입지를 유지하기 위해 고투했다. 그 당시에, 테트라비블로스의 내용은 "악마적인 점술의 간책"의 일부라는 오명이 씌워지기 시작했다. 17세기의 한 비평가는 그것을 주제로 이렇게 기술했다.: "프톨레마이오스의 점성술보다 미신적이지 않은 술책이 악마의 계획에 더 알맞다."
17세기 말에 점성술의 지적인 입지는 순식간에 붕괴했지만, 세계의 문화에 미친 테트라비블로스의 역사적 영향은 계속하여 고대 철학과 고대 과학의 역사에 관한 학자들의 관심을 끌었다. 그것은 또한 현대 서양 점성술의 실무자들을 위한 유력한 교과서로서의 위치를 유지하고 있으며, 18세기와 19세기 그리고 20세기에는 점성가들에 의해서 그 문헌의 영어 번역본들이 출판되었다. 20세기의 인문주의 점성가 데인 러디야르는 그의 시대의 점성술은 "대부분이 전적으로 알렉산드리아의 점성가 클라우디오스 프톨레마이오스에게서 비롯한다."고 전했다. 21세기에도 점성술의 교과서들은 "의심의 여지 없이 점성술에 대한 진지한 어느 학생에게는 불가결한 것"으로 테트라비블로스를 기술해오고 있다.
그 작품의 영속하는 중요성에는 어려 요인이 기인한다.: 고대 세계의 가장 위대한 철학자들과 과학자들 가운데 한 명인 프톨레마이오스의 업적과, 그 학과에 대한 가장 오래된 완전한 참고서들 가운데 하나로써 그 문헌의 점성학적 중요성 그리고, 프톨레마이오스의 점성학적 설명에 관한 선례가 없는 정리와 우수성.
"프톨레마이오스의 점성술의 걸출한 감화"는 "그의 시대의 철학적이며 과학적인 정신으로 충만했다."고 묘사된다. 프톨레마이오스는 "물리학"이 "철학"에 의해 정의되던 시기에 저술했고, 별의 효과에 대한 그의 해석은 우주적 통합과 우주의 화음의 철학적 개념과는 반대되는 입장에 있는 아리스토텔레스의 네 가지 속성(더움과, 추움, 습함 그리고 건조함)의 용어로 표현되었다. 그의 목적 중에는 이와 같은 용어로 점성술의 근본적 이유를 설명하는 것이 있는데, 그러므로, 그의 작품은 천문학에서 직접적으로 근거하는 기초가 결여된 점성학적 실천에 대한 일축으로도 유명하다.:
많은 사람들이 그들의 노고를 헛되이 만들며, 그럴듯한 평가가 주어질 수 있는 넌센스에 대해서 말하자면,
이것은 우리가 자연의 근본적 원인에서 비롯된 호의를 떠나가게 만들 것이다. 우리는 우리에게 주어질 수 있는 타당치 않은 설명의 무수한 의미로써가 아니라, 단지 그들이 친숙한 입장으로 별들을 바라보는 과학의 측면을 통하여 연구해야 한다.

그 서적은 주제의 타당성에 대해 질문하는 비평가들의 의견에 답하는데 목적을 둔 철학적 점성술의 구조에 대한 설명으로 시작한다. 린 손다이크는 그의 저서 《마법과 실험 과학의 역사(History of Magic and Experimental Science)》에서 다음과 같이 기술한다.: "점성술에 대해서 반대하는 사람들만이 프톨레마이오스의 표현이 적용되지 않았거나 그에 의해 분명히 해명된 부분에 대해서 비판을 지속하므로, 테트라비블로스에 대한 무지를 유지해오고 있음이 드러난다."
프톨레마이오스는 테트라비블로스에서 그가 전하는 점성술 기법의 기원에 대해서는 기인하는 바가 없다. 그의 기여는 점성술이 논리적이며 계층적인 원리에 근거한다는 점을 증명하기 위해서 자료를 체계적으로 정리한 것이다. 점성술의 효과는 종종 천체 추기로부터 대기의 가열, 냉각, 가습 그리고 건조의 정서와 상관되는 변화를 가져오는 결과로 추정되는 체액 변화의 기상학적 효과와 연관된다.
테트라비블로스의 역사적 중요성과 영향력은 그것에 대하여 출판된 고대와 중세 그리고 르네상스의 많은 주석서들 뿐만 아니라, 접근이 용의한 방식으로 그것의 내용을 재현하는데 목적을 둔 많은 번역본들과 의역판들에 의해서도 입증되었다. 그리스어 문헌은 아랍어와 라틴어 그리고 현대의 많은 언어들로의 번역을 경험했다. 18세기까지 영어로된 번역본은 나타나지 않았지만, 19세기 말경에 미국의 점성가 루크 브로턴은 그 소유로 된 최소한 절반의 다른 영어 번역본들을 가지고 있다고 전했다.

## 제목과 연대
'네권의 책'이라는 의미를 가진 일반적으로 알려진 그리스어본과 라틴어본의 이름(각각 테트라비블로스와 콰드리파르티툼)은《네 권으로 된 수학적 논문(Μαθηματικὴ τετράβιβλος σύνταξις)》이라는 이름의 몇몇 그리스어 원고들에 있는 한 작품을 뜻하는 전통적인 별칭이다.
러브 가운데 1940년에 출판된 영어 번역본의 편집자 프랭크 이글스턴 로빈스는 비록 많은 그리스어 원고들이 《시로스에게 전해진 예언(Τὰ πρὸς Σύρον ἀποτελεσματικά)》이라는 제목을 사용하였다고 인정했음에도 불구하고, 그것의 이름은 프톨레마이오스 스스로에 의해 사용되었을 가능성이 있다고 여겼다. 그 작품에 대한 고대의 한 익명의 주석서에서 어떤 부분은 테트라비블로스라는 용어를 가공의 이름으로 간주한다.
토이프너의 1998년 그리스어판의 편집자 휘프너는 '효과 (있는 책)' 아포텔레스마티카(biblía: 서적~성서)라는 이름을 사용했는데, 그 이름은 근래의 학자들에 의해서 이어져오고 있는 것이다. 스프링거 출판사의 《긴 안목에서의 프톨레마이오스(Ptolemy in Perspective)(2010) 》의 편집자 알렉산더 존스는 프톨레마이오스가 스스로 붙인 이름은 알려지지 않았다고 여기지만, 아포텔레스마티카라는 용어가 "믿을 만한 추측"이라는데 동의한다. 이 용어는 예측할 수 있는 천문적 주기에 관한 효과의 선견을 얻는 것과 관계된 작품의 논지를 반영하는 '영향력'이나 '효과' 또는 '전조나 예언'과 같은 의미로 다양하게 번역된다.
테트라비블로스가 완성된 시기에 관해서는 확증된 바가 없지만, 프톨레마이오스는 그의 '서론의 인사말'에서 그는 그의 천문적인 것 하나 즉, 《알마게스트》를 완성한 후에, 그의 점성학적인 논문을 저술했다고 밝혔다. 알마게스트에 있는 증거는 154년경 이전에도 천문학의 저서가 완성될 수 없었음을 드러내며, 그 증거는 일반적으로 168년경으로 알려지는 프톨레마이오스가 그의 생애에서 말년인 알마게스트가 완성됐을 때와 그의 죽음 사이의 어느 때에 테트라비블로스를 저술했음을 증명한다.

## 제1권: 원리와 기법
"대부분의 일반적인 현실의 사건은 가리워진 하늘로부터 그것들의 원인을 끌어들인다."

### 시작 장
이 문헌은 프톨레마이오스가 그의 모든 저서를 헌정하는 정체 불명의 인물 "시로스"에게 전하는 말로 시작한다. 여기서 프톨레마이오스는 두 가지의 천문학 분야를 구별짓는다.: 천문적 주기와 움직임을 발견하는 첫 번째(엄밀한 의미의 천문학), 그것들의 움직임이 가져오는 변화를 조사하는 두 번째(점성술). 그는 각각이 그것 스스로의 과학적 지식을 지니며, 전자는 "비록 그것이 두 번째 것과의 결합에 의해서 얻어지는 결과를 달성하지 못할지라도," 그것 자체의 옳은 상태 만으로도 바람직하다고 전한다. 그리고, 프톨레마이오스는 점성술이 덜 자급자족적이며 덜 실제적인데 반해, 그것의 활용은 천문학의 실천을 더욱더 유용하게 만든다고 할 수 있는 만큼, 천문학과 점성술이 상호보완적인 분야라는 그의의 견해를 밝힌다. 고대의 문헌들에서는 아스트로노미아(astronomia)와 아스트롤로지아(astrologia)는 상호교환적으로 사용되었지만, 프톨레마이오스에 의해서는 이 두 개의 분리된 저서에서 그 두 개의 과목을 구별하는 초기의 정의가 상세히 검토되었다.
프톨레마이오스는 전자의 과목(천문학)을 그것 스스로에 대한 논문에서 다루는데 있어서, "진리가 목적인 누군가가 두 번째의 즉, 덜 자급자족적인 것의 견해를 첫 번째 것의 확신과 비교하지 않을 수도 있도록, 현재는 적절하게 철학적인 방법으로 두 번째 것의 체계성을 설명해야 한다."고 전한다. 여기서, 그리고 그 이상의 서론에서, 그가 점성술의 예언은 극도로 어렵고 쉽사리 오류를 범하지만, 필수적인 기술과 경험을 갖춘 경지로 충분히 도달할 수 있으며, 그것이 때때로 틀릴 수 있기 때문에 간단히 무시해 버리기에는 너무나도 유익한 것이라는 그의 의도를 드러낸다는 점에 주목할 필요가 있다.

#### 프톨레마이오스의 철학적 주장
제2장과 제3장은 프톨레마이오스의 주제에 대한 그의 철학적인 방어를 수록하고 있다는 점에서 중요성을 지닌다. 프란츠 뵐은 그 주장이 과거의 문헌들 특히 스토아 학파의 철학자 포세이도니오스(서력기원전 135~51년경)의 것과 필적하다는 것에 유의했다. 동등하게, 프톨레마이오스의 설화법은 점성학적인 몇몇 주장의 물리적 기초를 설명하는데 있어서 유사한 예제들그리고 같은 논거의 순서를 사용한 요하네스 케플러와 같은 더 후기의 철학자들과 천문학자들에 의해 활용되었다.
현대의 한 주석자에 의해서 "과학적으로 말해서, 완전히 건전한 것"으로 묘사된 또 다른 것은 프톨레마이오스의 "지식과 지능 그리고 수사학적인 기술"은 대부분 "요용되었다."는 입장에서 이 장들을 비난한다.
제1장에서, 프톨레마이오스는 그 과목의 정당성을 옹호하며 그것에 대한 두가지 주장을 밝혔다.
1. 이 과목의 복잡성은 그것이 신뢰성 있는 선견을 제공한다는 주장을 얻기 어렵게 만든다.
2. 신뢰성 있는 선견은, 만일 그것을 얻을 수 있다면, 이 과목의 목적을 쓸모없게 만드는 운명론과 같은 것을 암시한다. (그 이유는 만일 미래에 대해서 예언이 가능하다면, 운명으로 정해져서 일어나는 어떤 일은 예언을 통해 또는 그렇지 않고서도 일어나게 될 것이기 때문이다.)

그 다음에 이어지는 두 개의 장에서 각각의 비판에 응답한다.
점성술의 신뢰성 범위에 대한 주장
제2장에서, 프톨레마이오스는 천문적인 의미로 얻어지는 지식은 달성될 수 있음을 옹호하며, 그는 "아리스토텔레스-스토아 학파"의 논리에 따라서 그것의 한계를 정의하려 하였다. 그는 태양이 어떻게 지구의 계절과 일주기 그리고 달과 동시성을 가지는 자연계의 대부분의 것에 지대한 영향을 끼치는지를 알려준다.:
... 지구와 가장 가까이 있는 천체로서 달은 속세의 것들에 대해 그녀의 가장 풍부한 영향력을 행사한다. 생물 또는 무생물인 그것들 중 대부분은 그녀에게 공감을 나타내고 그녀와 동시에 변화한다.
강은 그녀의 빛과 함께 그들의 흐름을 늘이고 줄이며, 바다는 그들 그녀의 출몰에 따라 그들 스스로의 조류를 바꾸고, 모든 또는 일부의 동물과 식물은 그녀의 차오름과 이욺에 따라 열정적이 되고 시들해진다.

그는 성장이나 행동 양식의 주기를 경험하는 모든 것은 어떤 방식으로든 천체의 주기에 반응한다는 의미로, 기후 변화를 자극하며 세속의 창조물들을 움직이는 그러한 능력을 항성과 행성에게까지 확대했다. 그러함은 태양에 의해서 인도되며 달에 의해서 촉진되고 행성의 배치와 항성의 현상에 의해서 지원되는 원소적 변화(덥거나 바람이 세거나 눈이 내리거나 물기 많은 조건 등)를 가져온다. 그 다음에는 주요한 기상학적 특성이 기질을 결정한다고 여겨진다. 바꿔 말하면, 특정 장소에서 어느 순간의 특성은 그 순간에 발아 또는 징후로 나타나는 씨 같은 것에게 일종의 일시적인 흔적을 인상지우게 한다고 가정된다.
프톨레마이오스는 기질의 성공적인 분석은 쉽게 달성될 수 없지만, 그 정보를 과학적이며 성공적인 추론으로 여길수 있는 누군가에 의해 결정될 수는 있다고 인정했다.
프톨레마이오스는 왜 만일 한 사람이 일반적인 천체 주기에 대한 지식으로부터 날씨의 패턴과 농사를 위한 씨앗과 동물에 미치는 효과를 확실히 예측할 수 있다면 다음과도 같은지에 대해 질문을 던졌다.:
... 그는 한 사람의 개인에 관해서도 그의 출생 순간의 주변으로부터 비롯된 일반적인 특성을 인식하고, ... 어떠어떠한 환경이 어떠어떠한 기질로 순응케 하며 번영에 호의적이지만, 반면에, 또 다른 사람에게는 그렇게 맞춰지지 않고 손상으로 이끈다는 사실로 때때로의 사건을 예언할 수는 없겠는가?

프톨레마이오스는 이와 같은 주장으로써 점성술의 유효성을 설명하기에 충분하다고 제안한데 반해, 부분적으로는, 지식에 기인하지 않고 그것을 실천한다고 공언하며 (때때로 점성술에 대한 진실한 연구에 대하여 거짓된 실천에 '점성술'이라는 용어를 사용하는) 자연히 알게 될 수 없는 것들을 예언하는 척하는 "명백한 악당들" 때문에, 그리고, 본격적 실무자들은 한정된 수명 내에 지식과 경험의 중대한 경지를 달성하여야 하기 때문에, 그것의 실천에서 생기는 많은 실수를 인정했다. 그는 이렇게 요약했다.: 이 분야는 대개 일반적인 용어에 한해서는 확실한 지식을 얻게는 해준다. 점성학적인 조언은 환대받아야 하지만, 완전무결함이 기대되어서는 안된다. 점성가는 비판받아서는 안되지만 (민족적 배경과 국가적이며 부모로부터의 영향력에 기인한다고 알려진 것과 같은) 자신의 판단에 대한 편찬물 안으로 비천체적인 정보를 통합시키는 것이 장려되어야 한다.

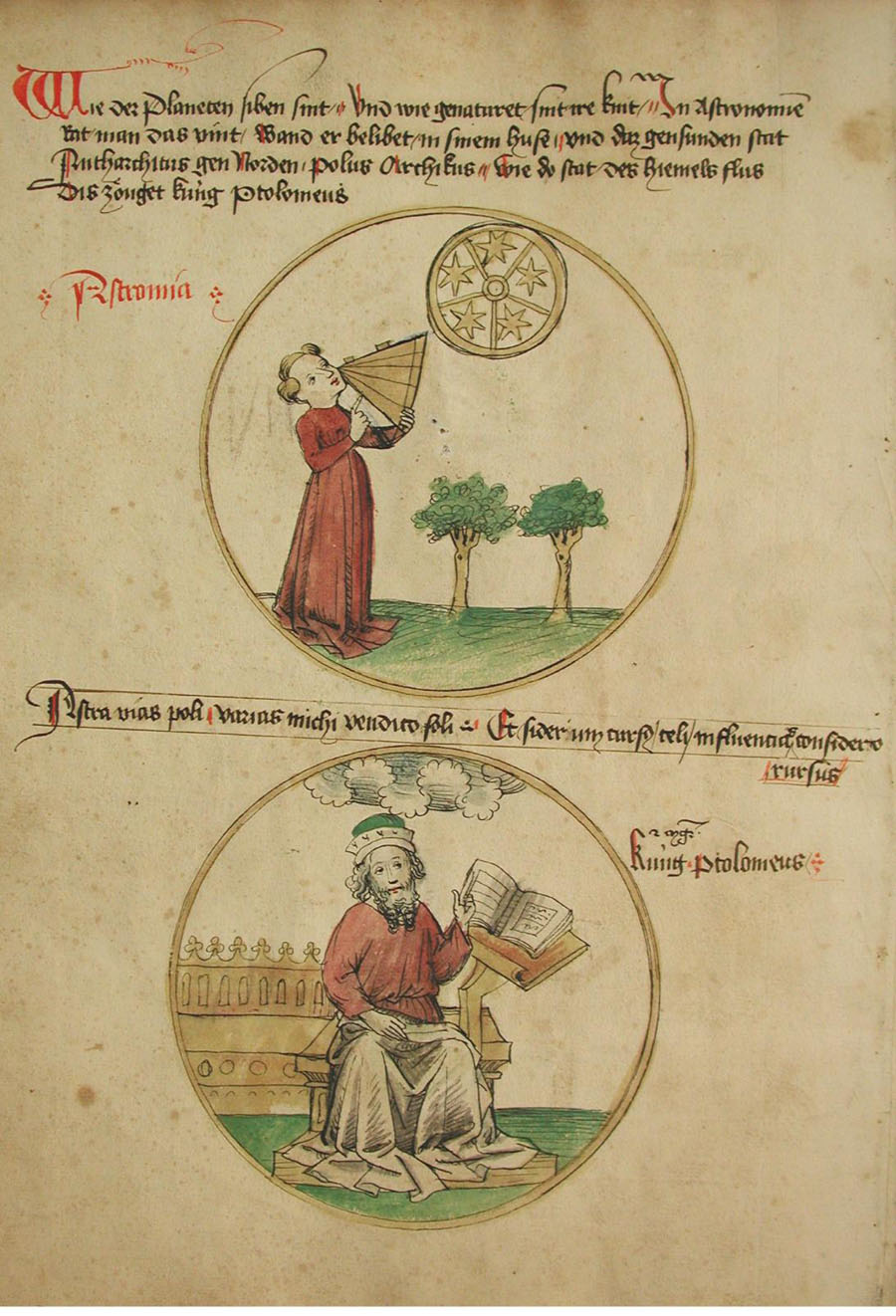
일곱 가지의 자유과 중에 하나로써의 천문학에 대한 15세기의 원고에 있는 삽화로, 프톨레마이오스가 그것의 보호자임을 나타낸다.

점성술이 자연적이며 유용한가에 대한 주장
제3장에서 프톨레마이오스는 점성학적 예언이 자연발생적이며 유익하다고 주장한다. 12세기에 라틴어로 번역된 그러한 개념은 기독교와 중세 시대 안에서 호의적인 태도로 점성술을 채택하는 것에 대한 "비판의 중요성"을 설명했다.
먼저, 프톨레마이오스는 그것이 임박한 재앙을 회피할 수 있는 수단을 제공하지 않는다고 할지라도, 발생할 어떤 일에 대한 예언을 만들어내는 것이 "무익"하지 않음을 제의했다. 이에 대한 잘 알려진 비판들 가운데 하나는 키케로의 저서 《점(占)에 관하여(De Divinatione)》에서 임박한 재앙에서 헤어나는 방법을 알려 주지 않는 한, 그것을 경고하는 것으로부터는 아무런 이득도 얻을 수 없다는 주장에서 현저하게 드러나 왔었다. 프톨레마이오스는 점성술에 대한 그의 평가에서 "우리가 어떤 것들에 대한 완전한 견해에 인간성과 신성을 얻을 수 있는" 한 분야로써, 그리고, 그것은 각각의 기질에 관한 능력에 적합하며 유리한 더 나은 식견을 부여한다고 주장하며, 점술에 대해 더 긍정정인 관점을 부여한다. 점성술이 부나 명성을 얻는데 도움을 줄 수 없다고 하더라도, "더 큰 장점"과 스스로를 연관짓는 모든 철학도 마찬가지이기 때문에, 그는 점성술을 향상된 자기인식이 기쁨과 행복의 원천으로 평가 되도록 고무하는 과목으로 보고 있다. 그러므로, 필연적으로 일어나게 될 불행한 사건의 경우에, 선견은 마지 그들이 먼 과거에 그 사건을 경험했던 것처럼 정신을 익숙게하고 진정시키며, 무슨 일이 닥쳐오든지 침착함과 평정심을 가지고 맞이할 수 있도록 그것에 대해 각오케 하기 때문에, 그는 점성적 예언이 여전히 유익함을 가져온다고 단언한다.
프톨레마이오스의 다음 주장은 예언의 실천이 운명적 필연성을 시사하는 것으로 여겨질 때 나타나는 비판을 피하는 것이다. 그것의 요점은 후일에 신학적인 수용에 있어서 중요했는데, 중세의 종교적 교리는 스스로의 선택과 그것들로부터 비롯된 결과에 대해 책임이 있다는 개인의 영혼은 자유의지를 소유함을 명시하고 있기 때문이다. 펠트레의 제라르드의 13세기 저서 《별에 관한 백과전집(Summa on the Stars)》은 점성학적인 결정론이 다음과 같은 신학적 주장을 만들어낼 수 있음을 설명한다.: "만일 별이 한 사람을 살인자 또는 절도범으로 만든다면, 그것은 오히려, 조물주이신 하느님께서 그리하신 것인데, 그리 말하기는 부끄럽다." 프톨레마이오스의 의견은 천체의 주기가 전적으로 신뢰성이 있으며 "불변하는 운명 즉 신격에 따라 영구히 이행"되는 반면에, 현세의 모든 것은 "자연적이며 변하기 쉬운 운명의 그리고 우연과 자연의 이치로 결정되는 것의 위로부터 비롯된 제1 원인에 속하는" 대상이기도 하다는 제안에 의한 비판과는 반대된다. 따라서, 그는 결정적으로 정해진 것은 아무것도 없으며, 우리는 "마치 … 간섭하는 것은 무엇이든지 다른 어떤 원인이 되는 가능성이 없는 필연에 의해서 일어날 것으로 운명지어지는 듯이 인류를 하늘의 원인에 대한 결과로 수반하는 사건"에 대해서 상상해서는 안된다고 선언한다.
프톨레마이오스는 후일의 많은 점성술 작가들에 의해 수용된 한가지 요점을 검토했는데, 그것은 "더 약한 원인은 언제나 더 강한 원인에게 굴복한다."는 것이다. 그는 개인은 더 넓은 공동체에서 발생하는 더 큰 변화의 주기에는 저항할 능력이 없으므로, 심지어 한 사람의 천궁도에서도 그의 공동체가 자연 재해나 치명적 전염병의 발생 할 때에 멸망할 수도 있음을 나타낸다고 보았다. 그러나, 프톨레마이오스는 "인간에게 일어날 미래에 대해 알려지지 않았거나 만일 그들이 알고 있더라도 구제책이 사용될 수 없을 때" 만큼이나 그러한 문제를 피할 수 있는 상반되는 활동이 없다면, 재앙적 사건은 오직 자연의 추이를 따른다는 입장을 유지했다. 그는 어떤 것들에 대한 저술에 있어서 운명 대 자유의지의 논의에서 균형된 입장을 취하는데, 어떤 것은 유효한 원인이 무수히 많으며, 필연적인 결과를 야기하는 반면, 어떤 것은 점성학적인 예언 활동에 의해서 회피 가능하기 때문이다. 점성가의 입장은 질병은 언제나 숙명적이며 치료의 여지가 있다는 것을 사전에 인지할 수 있어야만 하는 의사의 입장과 비교된다.

"... 그것은 철학과 같다 - 그것을 버려 둘 필요가 없다. 왜냐하면, 그것을 가장하는 사람들 가운데 명백한 악당들이 있기 때문이다."

그러므로, 프톨레마이오스의 평가에서는 어떻게 미래의 유력한 기질이 출생시의 기질을 번영케 하거나 손상케 하는지 또는 어떤 활동을 하기에 점성학적으로 적합한 때의 행동을 선택하는 지에 대한 인식을 가지고 행동을 조절하는 것이 적합하다고 본다. 그리고, 그러한 행동은 바다에서 안성성을 보장할 수 있도록 또는 성공적인 번식과 파종을 보장하거나, 우리가 극도의 고열을 덜 격을 수 있도록, 우리 스스로 그것을 진정시킬 수 있는 별에 관한 지식을 사용하는 만큼의 이성적인 것으로 간주된다.
18세기까지 이 과목에 대한 지적인 입지를 지키는데 도움이 되었던 프톨레마이오스의 철학적인 결론은 따라서: "만일 그것이 전혀 틀림 없는 것이 아닐지라도, 적어도 그것의 가능성은 가장 높은 존중의 가치를 나타내 왔다."는 것이다. 프톨레마이오스는 그의 생애 때의 철학적 원칙에 따라서 이 분야에 대한 지적 향상을 정당화하였으므로, 그의 관심을 점성술의 실천적 이론과 그것의 원칙에 대한 합의의 저변 깔린 근본적 원리로 돌렸다.

### 원리의 소개

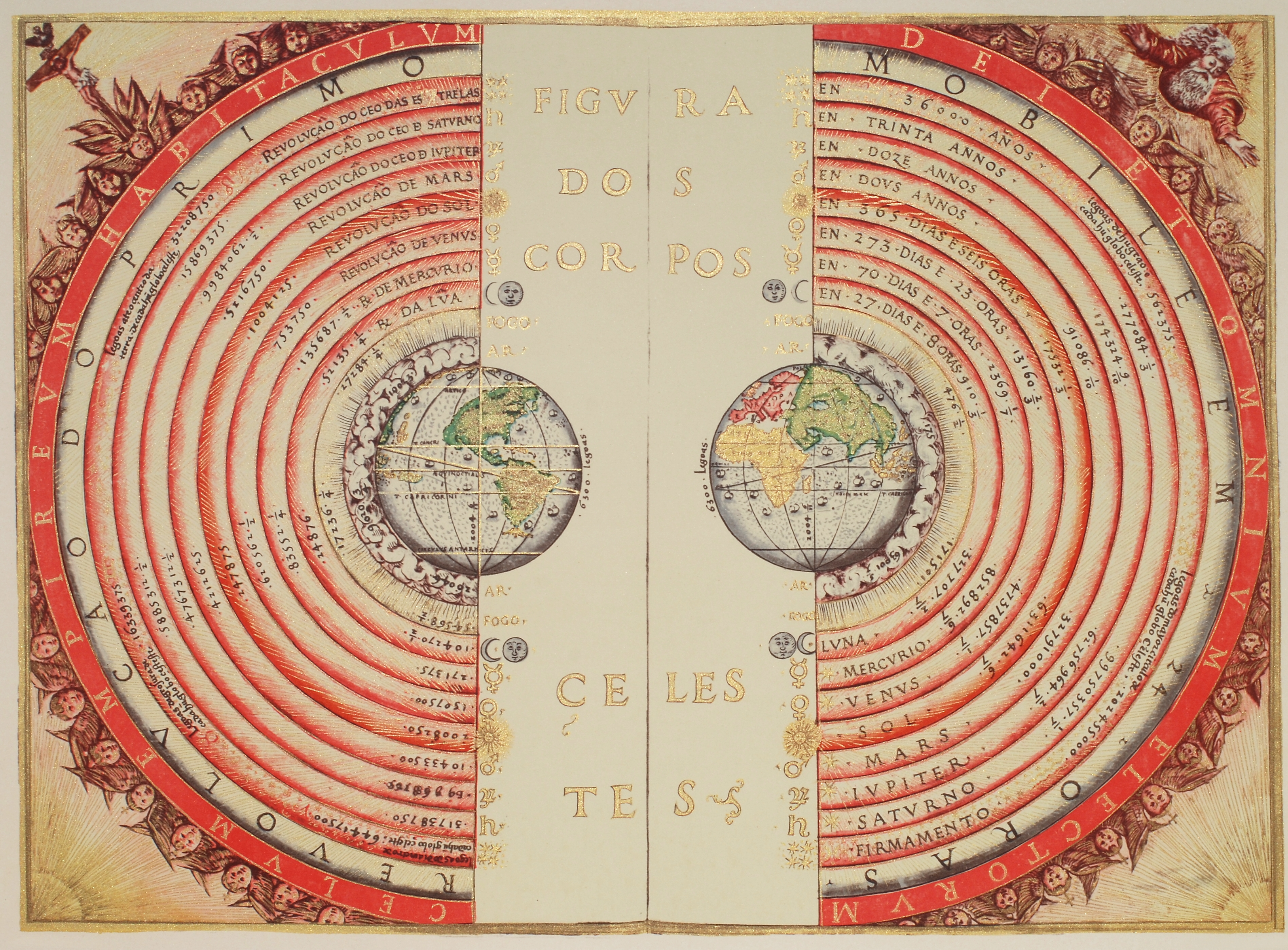
'천체 도안(Figure of the heavenly bodies) - 포르투칼의 우주지학자이며 지도 제작자인 바르톨로뮤 벨로에 의해 프톨레마이오스의 지구중심적 체계가 묘사된 삽화.(파리, 프랑스 국립도서관)

그 시대의 점성술 문헌 중에서 테트라비블로스에 있는 독특한 특징 가운데 하나는 제1권이 점성술의 원리를 소개하는 것 뿐만 아니라, 아리스토텔레스 철학과 긴밀한 그것들의 알려진 연관성 너머의 추론을 설명하고 통합하는 범위에 있다. 예를 들면, 제4장은 "행성의 능력"을 그것들과 덥거나 습한 창조적인 체액 특성 또는 춥거나 건조한 환원적 특성의 연관성을 통해서 설명된다. 따라서, 화성은 그것의 체액적 연관성이 매우 건조하기 때문에, 파괴적인 행성으로 묘사되며, 반면에, 목성은 그것의 연관성이 적당한 온기와 습기이기 때문에, 온화하고 비옥하게 만드는 것으로 정의된다. 그러한 연관성은 그것들이 지구를 중심으로 돈다는 가정 하에 그것들의 궤도가 측정되는 지구중심적 개념으로부터 인식되는 태양에 대한 행성의 배치에 근거한다.
키티온의 제논과 피타고라스 학설 신봉자들에 의해 그러한 아리스토텔레스의 원칙이 일반적인 그리스 철학과 통합되어 사용되었다. 행성은 (알맞게 온건하고 습한)길성이거나 (매우 춥고 건조한) 흉성일 수도 있고, (건조한) 남성적이거나 (습한) 여성적일 수도 있으며, 능동이며 (낮의 특성에 적합하며 태양의 본성에 동조하는) 주간성이거나 (밤의 특성에 적합하고 달의 본성에 동조하는) 수동적이며 야간성일 수도 있다. 그러한 체액적 연관성은 태양과의 배치에서 기인하므로, 제8장에서는 어떻게 태양에 대한 각각의 행성의 공전 주기에 관한 위상에 따라서 그것들이 미묘하게 변경되는지를 설명한다.
제9장은 "항성의 능력"을 검토한다. 여기서, 프톨레마이오스는 항성에 대해 더 직접적인 체액적 연관성을 부여하기 보다는 이미 정의해 왔던 행성의 기질과 유사한 것으로 그것들의 "기질"을 설명한다. 예를 들어, 횃불이라 불리는) 알데바란은 "화성과 유사한 기질"이 있는 반면, 히아데스 성단에 있는 항성에게는 "토성과 유사한 기질과 수성과 중간정도로 유사한 기질"이 있다고 묘사된다. 이 장의 마지막에서, 프톨레마이오스는 그러함이 그의 제안은 아니지만, "우리의 선조에 의해 행해진 항성의 그것들 스스로의 효과에 대한 관찰"이 수록된 역사적 자료에서 비롯된 것임을 분명히 했다.

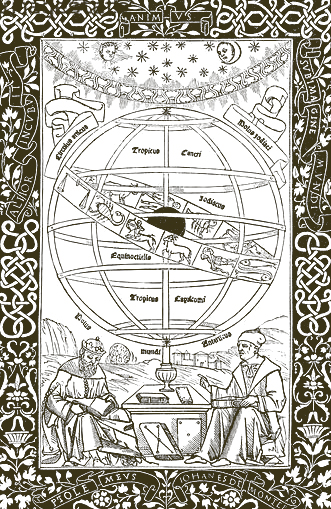
천구를 에워싸고 있는 황도대의 형상 밑에서 레기오몬타누스를 가르치는 프톨레마이오스. 알마게스트(1496년, 베네치아)에 있는 권두화.

제10장은 더 명백한 체액의 주제로 돌아와서, 황도대는 계절에 맞춰 정렬되었고 따라서 습함과 따뜻함, 건조함 그리고 추움을 통한 변하는 주안점에 대해 표현한다는 것을 분명히 한다. 유사하게, 차트의 네 곳의 모서리가 주요한 네 가지의 바람의 효과와의 연관성을 통한 체액적인 주안점을 부여한다. (행성의 위상과 각의 적용에 관해서 다루는 마지막의 두 개의 장까지인) 제1권의 나머지 부분은 황도대적 별자리의 주인지위와 분할 그리고 배치에 대해 다루는데, 그것들의 대부분은 천문학상의 정의와 계절적 효과, 물리학 그리고 기하학과 관련된다. 기하학적 원리는 황도상의 도수로 각을 이룬 행성과 별자리의 관계에 기초하는 점성학적인 각의 호의적이거나 비호의적인 특성을 정의하는데 사용된다.
프톨레마이오스의 시대에, 황도대 별자리의 경계는 그것들과 같은 이름을 지니는 가시적 별자리의 것들에 근접했지만, 프톨레마이오스는 황도대의 시작점이 항성에 고정되어 있는 것과 그렇지 않지만, 수학적으로 계산된 춘분점에 고정되어 있는 것으로 묘사되는 두 가지의 구조 사이의 이론적인 구별을 설명한다. 여기서, 그의 결정은 선회를 뜻하는 그리스어 단어 트로피코스(τροπικός)에서 이름을 딴 계절적으로 근거하는 회귀 황도대(tropical zodiac)인데, 왜냐하면, 그것은 계절의 변화에 맞춰져 있으며 가시적 별자리를 통해서 관측되는 느리고 점진적인 순환을 경험하는 세차운동의 적용을 받기 때문이다. 같은 이유로, 태양의 여름과 겨울의 지점을 표시하는 별자리(게자리와 염소자리는 태양이 (게자리의 회귀선과 염소자리의 회귀선으로 알려진 지표의 위선 원들을 규정하는) 황도의 위도에서 그 지점 방향을 '선회'하는 곳에 있기 때문에, '회귀적 별자리'로 묘사된다.
고대의 다른 점성학적 저자들은 예를 들어, 어떻게 회귀적 별자리가 빠르게 변화하는 상황을 나타내는지를 묘사하는데 있는 것과 같은 정의의 점성학적 해석에 그들의 주안점을 뒀는데 반해, 프톨레마이오스의 초점은 실제에 있어서 그들의 점성학적 의미보다 정의에 우선하는 천문학과 철학의 요소들에 있다는 점에서 주목할만하게 다르다. 프톨레마이오스는 황도대에 대한 정의가 자기 것이 아님을 분명히 하지만, "그것들이 전승에 의해 물려져 오는 만큼의 황도대적 별자리에 대한 자연적 성격"을 부여한다. (행성의 별자리에 대한 주인지위의 저변에 깔린 철학적인 원리와 같은) 도식적 배열의 논리를 증명하고 있는 데서 정연하게 표현된 그의 접근법을 발견할 수 있지만, 그것은 너무도 명백하게 타당하지 않은 점성술의 요소에 한해서 분리됨을 나타낸다. 그러한 접근법은 프톨레마이오스가 신화 또는 상징적 연관성에 관련된 점성학적 측면에 대한 상세 설명으로 나아감을 회피하는 것을 또는, 그가 어떻게 또 다른 것 이상으로의 어떤 한가지 구조에 대한 개인적인 선호를 드러내지 않고 상충되는 점성학적 제안 너머의 추론의 대요를 말하려 하는지를 알 수 있다.
몇몇 주석자들은 프톨레마이오스가 점성술의 실제적인 실천보다 이론적인 원리에 더 관심을 가지고 있었다고 가정할 수 있는 증거 가 될 정도의 점성학적 주장의 요점을 향한 그의 비교적 감정에 의하지 않은 접근볍에 대해 고찰해오고 있다. 다른 한편으로는, 그의 객관적인 논조는 이 과목이 (일부 동시대의 사람들이 그랬던 것처럼 이것을 공부하는 학생에게 비밀엄수의 서약을 요구하지 않는다는 점에서) 자연적이라고 단언하는 그의 문체와 그가 존중하는 참고를 그의 견해와 다를 수도 있는 저자들의 실천에 대한 비방 없이 대안적인 견해로 드러내는 방법 그리고 지성적으로 뛰어난 것으로써 이 문헌의 역사적인 명성을 보장하는데 도움이 되는 모든 것을 특징지운다. 서양고전학 학자 마크 릴리는 그의 평가에서 프톨레마이오스가 점성술 과목을 그의 저술서들에 있는 천문학과 지리학 그리고 다른 과학들에 적용한 것과 엄밀하게 같은 이론적 경향으로 접근했다는 논제를 제기했다. 그러한 독특한 접근법의 문체는 릴리로 하여금 다음과 같은 결론을 내게 했다.: "후일의 모든 점성가들에 의해 나타난 프톨레마이오스의 업적에 대한 경의는 그것의 실천가들에게 유익함이 있어서가 아니라, 점성술과 과학의 공평한 통합이 기인했다."

## 제2권: 세속 점성술
제2권은 세속 점성술에 대한 프톨레마이오스의 논문이다. 이것은 국가의 경제와 전쟁, 전염병, 자연 재해 그리고 기후 변화를 예언하는데 사용된 민족 고유의 고정관념과 식 그리고 혜성과 계절적인 달의 위상의 의미에 대한 포괄적인 회고를 제공한다. 프톨레마이오스에 의해 표현된 세부 내용의 너비와 깊이 면에서 필적할 만한 이 화제의 설명을 제공하는 잔존하는 또 다른 고대 문헌은 더 이상 없다. 그는 어쩌한 증명된 예제도 들지 않았지만, 그의 과목 중의 이 부문에 있어서는 권위를 가지고 저술했는데, 그러함은 이 부분이 그에게 특별한 관심사 가운데 하나였음을 시사한다. 현대의 주석자들은 프톨레마이오스가 무한히 복잡한 '옛' 방법과는" 반대로 "의식적으로 다른 접근법을 취했다."고 의견을 더했다.
프톨레마이오스는 이 권의 시작에서 그가 중요한 원리에 대해 간략히 재고해 온 것과 적절한 순서로 점성술에 대한 상세 설명을 전개해나갈 것임을 알리고 있다. 그의 요지는 어느 "특정" 개인에 대한 점성학적 평가는 반드시 그들의 민족적 유형을 따르는 '일반적' 기질에 대한 사전 지식에 근거해야만 하며 그들의 공동체적 운명 안에서 어느정도의 범위로 개인의 삶의 환경이 포함된다는 것이다.
제2장은 어떻게 여러 (위도에 근거한 경계인) 클리마의 거주자들 사이에서 유전적 차이가 나타나는지에 대한 폭넓은 일반화를 부여한다. 예를 들면, 적도에 근접한 곳에 사는 공동체는 그 지역의 폭양에 대한 보호적 반응으로서 검은 피부와 작은 키 그리고 굵은 양모 같은 머리를 가진 것으로 묘사된다. 반대로 북쪽으로 고위도 지역에 거주하는 공동체는 더 추운 환경에 의해 그리고 습기를 더 크게 공유함으로 정의된다. 그들은 더 핼쓱하며 키큰 체형과 가는 머리카락을 가졌으며, 그들의 성격면에서 "본래 다소 냉정하다"고 묘사된다. 둘 모두는 그들의 환경의 극단성으로 인하여 문명이 결핍된 것으로 묘사되는 반면, 온화한 지역에서 사는 공동체는 피부색이 중간 정도이며 신장은 적당하고 더 온화한 생활방식을 영위한다고 묘사된다. 유사하게, 그러한 분석의 종류 내에서 나타나는 혼합에 따라서 여러 지역이 정의된다. 프톨레마이오스는 이와 같은 고찰은 뒤따르는 것에 대해 배경이 되는 고찰로써 개요만을 다룬다는 점을 분명히 한다. 그는 이와 같은 특성이 "일반적으로 존재하지만, 모든 개인에게 있는 것은 아님"이 발견되었음을 확연히 밝혔다.

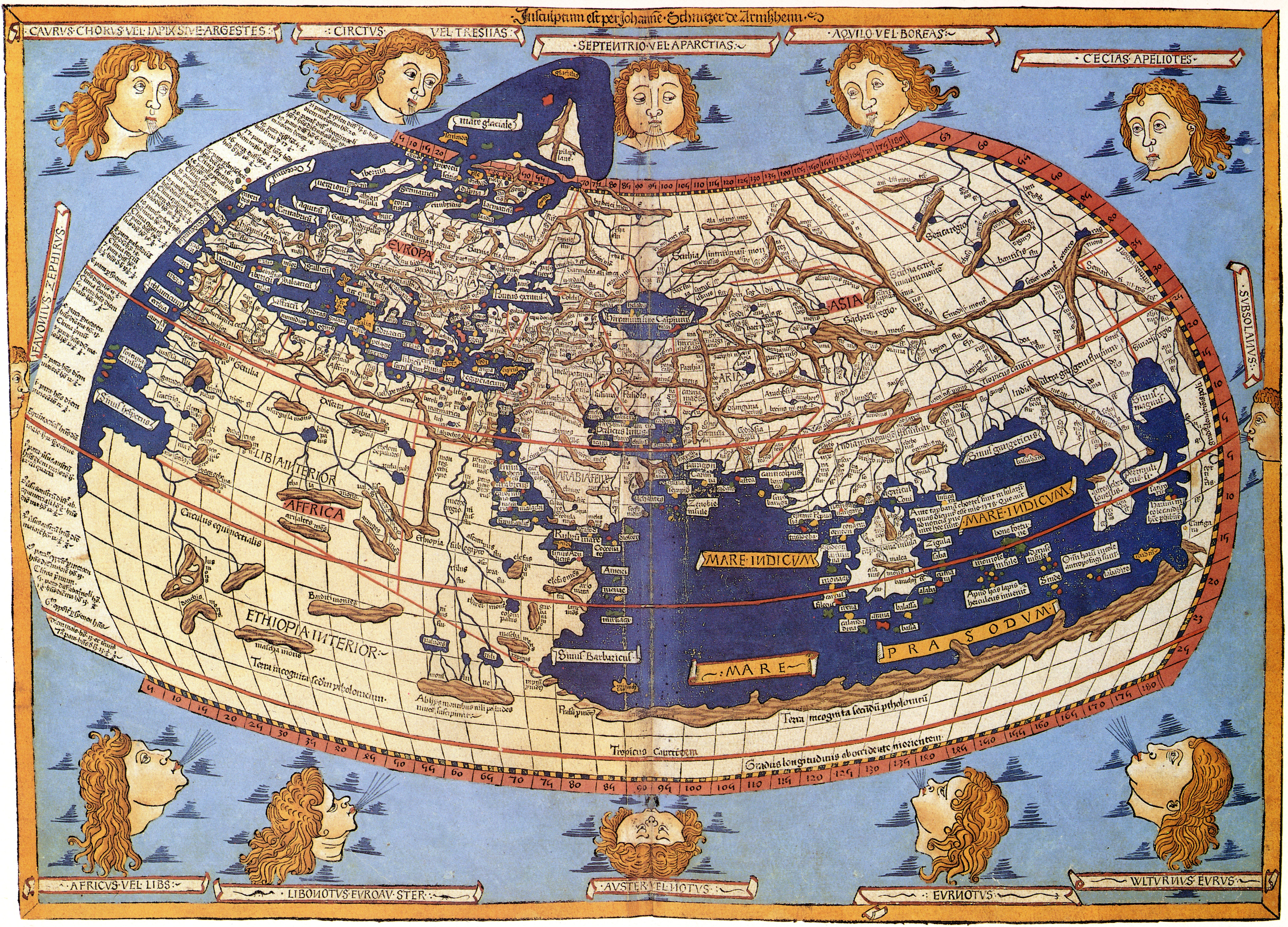
15세기 프톨레마이오스의 묘사를 그린 15세기의 지도 (1482년, 요하네스 슈니처).

제3장에서 프톨레마이오스는 "우리가 물려받은 세계"의 점성학적 연관성에 대한 개요를 말하는 것으로, 점성술과 지리학에 대한 그의 관심을 결합한다. 프톨레마이오스의 《지리학》에 근거하는 지도들은 (개략적으로) 대서양과 동중국해 사이의 방대한 대지를 포함하는 적도에서부터 북위 66°까지 확장되는 만큼의 사람이 살고 있는 세계에 대한 프톨레마이오스의 정의를 나타낸다. 프톨레마이오스는 고대 바빌로니아의 문헌들에서 나타난 논리를 알려진 세계의 사분할이 황도대의 네 개의 삼궁에 의한 것이라는 정도까지 확대했다. 그러한 특성은 삼궁과 방위 그리고 행성이 관련있는 바람을 다스리는 행성들 사이의 관련성에 기초한다. 예를 들어, (양자리와 사자자리 그리고 사수자리를 포함하는) '양자리의 삼궁'은 주로 목성에 의해 통치되며 화성에 의해 조력된다. 목성은 북풍을 다스리며 화성은 서풍을 다스린다. 따라서, 그 삼궁은 유럽으로 알려진 프톨레마이오스의 "사람이 살고 있는 세계"의 북서쪽 사분 지역을 다스린다.
삼궁의 무리들은 120°씩 떨어져 있는 별자리를 연결하며, 그러므로 황도대의 360° 원 안에서 각도에서 각도까지의 선들로 연결한다면 삼각형의 형상을 이룬다. 후일에 그 무리들은 각각 불과 흙, 공기 그리고 물의 별자리로 졌기는 하지만, 프톨레마이오스는 그런 방식으로 그것들을 언급하지는 않았다.
그리고, 이러한 분할이 일반적이며 각각의 국가에 대한 특유한 통치지위는 위치에 따라 변하며 문화적 차이가 유지된다. 예를 들어, 유럽에서 북서쪽 끝에 있는 지역들에서 만큼은 목성과 화성이 완전히 기인하며, 거주영역의 중심을 향해 위치한 지역은 반대쪽 끝 지역의 경향이 있다. 그렇게 사람이 살고 있는 지역"은 네 부분으로의 정확한 분할 보다는 점성학적 대응의 편류를 경험하고, 독립 국가들은 각각의 삼궁 별자리와 그 국가들을 통치하는 행성들과 다양하게 관계를 맺는다. 목성과 화성의 통치지위를 수용하는 북서쪽 부분에 위치한 두 개의 국가를 브리튼과 스페인으로 이름지었다. 그 국가들은 그 행성들에 기인한 성격에 근거하여 "독립적이며 자유를 사랑하고, 무기를 좋아하며 근면하다"고 묘사된다. 대부분 남성적 행성에 의해 다스려지는 그들은 "여성에 대한 열정없이 사랑의 기쁨을 업신여기는" 성향도 있다. 브리튼에 대한 그의 분류는 (대부분의 지역의 거주자들이 사납고 더 고집이 세며 야만적인) 양자리와 화성과 밀접한 유사성을 지니는 것으로 특징적 영향력을 유지한 반면, 스페인은 ("그들의 독립심과 소박함 그리고 청결을 사랑함"이 입증되는 것으로부터) 사수자리와 목성의 적용을 더 받는 것으로 그리고 이탈리아는 (건방지지만 호의적인 그들의 태도로 인해) 사자자리와 그것의 주인 행성인 태양의 성향을 지닌다.
프톨레마이오스는 그의 분석을 "간략한 해설"로 기술하지만, 이 장은 행성과 황도대 별자리 그리고 73개의 국가 사이의 광범위한 연관성을 부기한다. 그것은 세속 점성술의 핵심 원리로써 역할하는 세 가지의 부가적 주장으로 결론 맺는다.:
1. 각각의 항성은 그것이 떠오르는 황도대 별자리에 속하는 국가들과 친밀성을 가진다.
2. 점성학적으로 하나의 도시(또는 국가)의 성격과 경험을 확립하기 위하여, 그 도시의 최초 성립 시기의 천궁도(天宮圖, horoscope)는 개인의 것과 유사한 방법으로 사용된다. 가장 중대한 고려 사항은 태양과 달의 위치를 표시하는 황도대의 영역과 차트의 네 모서리, 특히 상승점이다.
3. 만일 도시나 국가의 성립 시기가 알려지지 않았다면, 그 때에 관직을 가졌거나 왕이 된 사람의 천궁도가 유사하게 사용될 수 있다.[77]

### 식의 사용
이 권의 나머지 부분은 어떻게 이 정보가 세속의 사건을 예언하는데 사용되는지를 설명한다. 여기서, 초점은 "최초의 그리고 가장 유력한" 변화의 원인으로 원인으로써 식에 맞춰져 있고, 외행성인 토성과 목성 그리고 화성의 '정거장'에 대한 고찰이 보충되어 있다. 식은 그것들이 나타나는 황도대의 별자리와 친일한 어떤 국가와 관련된 것으로 간주되었음에도 불구하고, 식은 지역에 따라서 위상과 지속시간이 다르다는 점에서, 프톨레마이오스의 철저한 검토는 그가 가장 현저하게 효과를 나타낼 것이라고 주장하는 그것들이 관찰되는 지역들을 위한 것이다. 일식의 기간에 비례해서 효과의 기간이 결정되는데, 일식은 길어야 8분 월식은 길어야 2시간이지만, 그 효과는 일식의 경우에는 수 년 동안, 월식의 경우에는 수 달 동안 지속된다. 그리고, 지평선에 관계된 식의 위치는 그 기간 중에 가장 현저한 효과가 나타날 때가 시작에서 인지 중간이나 끝에서 인지를 판단하는데 사용되며, 그 기간 내에 나타나는 식의 도수와 행성과의 접촉은 그 효과의 증감을 나타낸다.

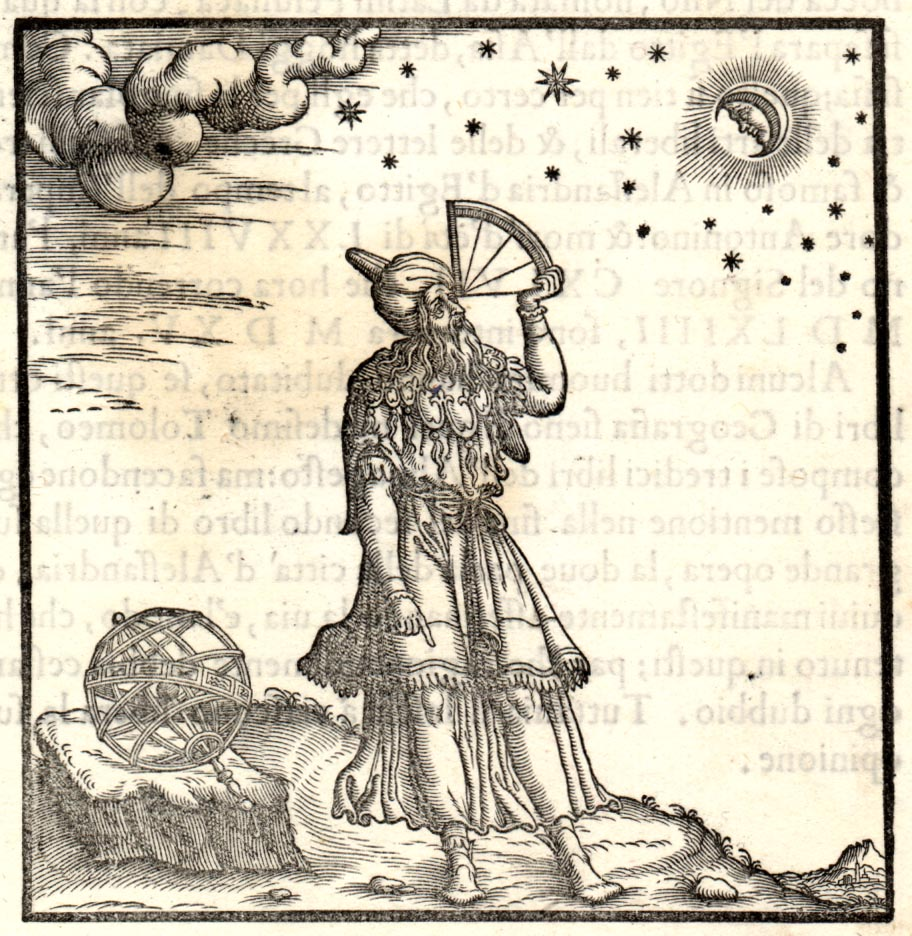
사분의를 사용하고 있는 프톨레마이오스, 지오다노 질레티의 《프톨레마이오스에 따른 점성술과 지리학의 원리(Principles of astrology and geography according to Ptolemy)》, 1564년.

제7장은 사건의 유형을 명백하기 하기 위한 검토를 시작한다. 그것은 철처한 검토 하에 그 위치가 구해진 차트에서 일식에 선행하는 지평선에 관한 모서리와 그 각도에 주인지위나 강력한 각을 맺음으로 각을 맺음으로 점유하고 있는 행성(들)에 의해 결정된다. 표현의 방식은 황도대의 별자리와 항성 그리고 포함되는 다른 별자리에 의해 결정되는데 반해, 예언된 효과가 유익한지 파괴적인지는 그 행성들의 조건에 달려있다. 그 결과로 야기된 예언은 국가에 관한 것이지만, 프톨레마이오스는 그 효과가 다른 사람들 보다도 특정 개인에게 더 공감을 불러일으키는 것에 대해 주목한다. 여기서, 그의 관점은 그것은 그들의 천궁도에서 식과 같은 또는 정반대되는 위치에 태양이나 달이 있는지에 관한 것이다.
만일 그것들이 검거나 검푸른 색으로 나타난다면, 그것들은 토성의 본성과 연결해서 언급되는 효과를 의미하며, 흰색이라면 목성의 그러한 것을, 불그스레하다면 화성의 것을, 황색이라면 금성의 것을 그리고, 얼룩덜룩하다면 수성의 것을 의미한다.
프톨레마이오스는 그의 《알마게스트》에서 그가 나보나사르(기원전 747년)의 치세 시작 이래 900년 동안 유지된 식에 대한 기록에 접근해왔음을 설명한다. 《테트라비블로스》의 제9장에서, 그는 가시적 현상에 근거한 징조의 상세 내용에 있는 그러한 기록을 수반하는 바빌로니아의 전승 지식을 제시했다. 식의 색상과 간상체와 후광 등과 같은 그 근처에서 나타나는 형상과 함께, 혜성이 '선형'인지, '나팔형'인지 혹은 '항아리형'인지에 따라 그것의 점성학적 중요성 또한 고려된다. 그것의 의미는 태양에 관한 그것의 위치와 그것의 머리가 나타나는 "황도대의 부분"에 대한 그리고 그것의 꼬리의 모양이 가리키는 방향을 통한 평가에 의해 파생된다. 여기서는 그가 제1권에서 고대의 문헌들로부터 전해진 신화와 전조에 대해 설명 가능한 용어만으로 보여준 정연한 이론적 논리와는 동떨어진 원리를 사용하고 있음을 유념케 한다. 그는 의견을 만들어 내는 점성가로부터 모험심과 창의력을 요하는 그러한 모든 조사의 적당한 결과를 언급하기에는 불가능한 주장이 수반되는 주관적인 본질을 방어하기도 한다.
제2권의 남은 장들은 기상학적 문제에 전념한다. 제10장은 태양의 양자리로의 진입에 선행하는 삭월이나 보름달이 한 해의 기후 변화에 관한 조사에 대한 시작 점으로 사용될 수 있음을 명기한다. 태양의 분점과 지점의 어느 다른 별자리(게자리와 천칭자리 그리고 염소자리)로의 진입에 선행하는 달은 계절적 사업에 활용되기도 하며, 그러한 "월간 조사"내에서 달과 행성의 합에 근거하는 더 특유한 상세 내용을 열거한다. 황도대 별자리에 있는 항성의 날씨에 미치는 효과에 대한 기록은 체계적으로 검토되어, 유성과 구름형성 무지개와 같은 일반적으로 관찰되는 하늘의 현상과의 관련성으로 마무리 짓는다. 이 권의 마지막 고찰은 식주기의 근본적인 탐구에 대한 국부적인 상세 내용이 추가될 것이 예견된다. 이 권 전체에 걸친 프톨레마이오스의 주제는 자연의는 별개로 판단될 수 없지만, 그것들이 속한 주기의 패턴 안에서 그리고 수반되는 점의 도수 사이의 강력한 관계가 있다는 데에서 이해되는 것이다. 즉:
모든 경우에 … 누군가는 우주적이며 가장 근본적인 원인이 선행하는 그리고 특정한 사건의 원인은 그것 다음의 부차적인 것이라는 그리고 그 힘은 우주적 자연의 군주들인 항성들이 특정한 원인을 만들어낼 때 대부분 확실해지고 강해진다는 원리로 결론내릴 것이다.

점성가들에는 개인의 배경 원리에 대한 대요를 말하는 세속적 주기에 대한 지식과 인식을 가지고 있을 것이 예상되며, 이 권에서 프톨레마이오스는 다음 권이 개인에 근거하는 예언을 인정하는 진행의 "순서에 기인하는 것"을 제공할 것이라는 약속을 맺는다.

## 제3권: 개인의 천궁도(유전적 영향과 성향)

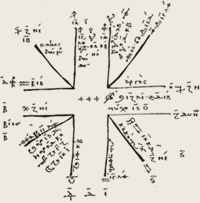
497년에 철학자 에우토키우스가 작성한 것으로 알려진 그리스의 한 의 비잔티움의 복제물.

제3권과 제4권은 개인의 출생 순간에 해당되는 천궁도의 해석을 다루는 프톨레마이오스의 용어 "출생 점성학(出生占星學, genethlialogical art)"은 무엇인가에 대해서 탐구한다. 그는 생애의 고려할만한 여러 주기가 있지만, 모든 연구를 위한 시작점이 임신이나 출생의 순간이라고 설명한다. 전자의 "생명의 발생"은 출생에 선행하는 사건에 대한 인식을 받아들이며, 후자의 "인간의 출생"은 "더 완전한 잠재력"을 가진다. 왜냐하면, 아기가 자궁을 떠날 때 즉 "하늘의 적절한 구조 하에서 빛을 향해 나오는" 때, 기질과 성향 그리고 신체의 형태가 갖춰지기 때문이다. "맨처음 장소에서 상세하게 아기의 외모를 결정짓는 것과 유사한 방식의 배치" 하에서 나타나는 출생에 부여되는 것에 의하여 점성학적으로 적합한 순간에 임신된 생명이 독립적인 존재가 될 수 있도록, 두 순간은 "매우 유사한 원인이 되는 힘"과 연결된 것으로 묘사된다. 제2장은 출생 때의 상승점의 정확한 도수를 계산하는 것의 중요성과 그 때를 확립하기에 충분히 정확한 현지 시간을 정확히 기록하는 것의 어려움을 그리고 (예를 들어, 가 정확하다는 것을 확실하게 하는) 교정을 위한 사용 가능한 기법을 검토함으로 이 주제를 계속 이어나간다.
제3장은 (chart)의 분석이 어떻게 다음과 같은 예언들로 나뉘는지를 기술한다.:
1. 필수: (혈족과 부모로부터 물려받은 영향과 같은) 출생보다 앞서 확립된 유전적 특성,
2. (아이의 성별과 선천적 결함과 같은) 출생 때에 알게되는 것, 그리고
3. (수명, 정신적 특성, 질병, 결혼, 자손, 물질적인 운과 같은) 출생 후에만 알게 될 수 있는 것.

프톨레마이오스는 각각의 주제를 적절한 순서로 설명하며 남은 제3장과 제4장에서는 그 주제에 대한 정리가 이어진다.
그는 먼저 먼저 4장에서는 부모의 그리고 5장에서는 형제자매의 점성학적 운명성(運命星, significators)으로 이루어진 태아기 때의 환경을 다룬다. 그리고 나서, "출생과 직접적으로 연관된" 문제를 다루는데 있어서, 아이가 남성일지 여성일지(제6장)와 출산으로 쌍둥이가 나올지 아닐지(제7장) 그리고 신체적 결함이나 기형을 수반할지 아닐지, 만일 그렇다면 정신지체가 동반되는지 그리고 현저함이나 명예가 있을지 아닐지(제8장)와 같은 결과를 판단하는 방법을 설명한다.

"수명에 대한 고찰은 출생에 이어지는 사건에 대한 조사 가운데 가장 주된 부분을 차지한다. 하지만, 고대인들이 전하기를 어느 누군가에게 그의 생존 년수를 지정하는 특정 예언을 가하는 것은 어리석은 짓이며, 예언된 사건의 시간이 언제인지는 절대로 알 수 없을 것이다. 이러한 교리는 간단한 문제가 아니며, 다른 것들과 관계없지도 않지만, 가장 위대한 권위의 위치에 대한 우세로부터 얻어진 복잡한 방식에 있다."

제9장에서는 아이가 희귀한 데가 없을 때 나타나는 점성학적인 요소에 대한 재검토와 함께 출생후와 관계된 탐구가 시작된다. 이 장은 "반쯤 죽은" 것으로 보이는 또는 (인공분만 등으로 아이가 살아 나올 가능성이 있는) 밖으로 나온 상태의 정지한 출산과 그러한 아이에 대한 징후를 고찰한다. 그 다음 제10장은 정상적인 상황 하에서의 수명을 확립하기 위한 기법을 상세히 설명한다. 이 장은 장황한 구절로 되어 있지만, 명확한 천문적 상세 서술을 포함하는 기법과 진보적으로 복잡한 기법에 대한 지식에 있어서 중요하다. 짐 테스터는 프톨레마이오스가 어떻게 상세 설명의 특이한 수준으로 나아가는지에 대하여 의견을 더해오고 있고, 그의 의견은 오귀스 부쉐르클레르크가 그것을 "점성술의 주요한 과업이며, 실천가들에게는 가장 어려운 판단을 내리게 하는 것 것이며 그것의 적수들에 의해서는 가장 위험하고 지독하게 되는 것"으로 묘사한데서 신뢰성을 더한다. 그러한 예언은 여러 '파괴적인' 기간이 확인될 수 도 있지만, 죽음으로 인도하지는 않는 위험이나 질병의 기간을 야기하는 점성술의 보호적 영향과 같은 다른 것으로 대항할 수도 있기 때문에, 수학의 숙련 만큼이나 공정한 판단의 기술을 필요로 한다. 다음 제11장에서는 신체적 외모와 기질을 결정하는 판단으로부터 비롯된 점성학적 원리가 이어진다. 운명행성은 그것들의 체액적 연관성을 따르므로, (온기와 습기 그리고 성장을 촉진하는 체액성의 조합과 연관되는) 목성은 체형에 거대성을 부여한다. 그러한 정의는 신체적 고통으로 전개되는 경향으로까지 다소 확대되므로, 부상과 질병에 관계된 점성학적인 운명성에 초점을 맞추는 제12장의 내용으로 흐르는 것이 자연스럽다. 신체의 기관 및 기능과 행성의 연관성에 대한 세목 중에는 토성은 비장을 다스리고 목성은 폐를 다스린다는 것 등이 있다. 짐 테스터는 이와 같은 "세목에 더한 또는 덜한 동의"가 있는 여러 유형의 목록을 언급했다.
제13장과 제14장에서는 영혼(또는 정신)의 특성에 관계된 "심리학적"인 것이라는 프톨레마이오스의 신조가 "크게 간과되는" 측면으로 묘사된 것을 검토함으써 제3권을 마무리 짓는다. 역사가 니콜라스 캠피언은 천체와 정신의 영역이 서로 연결되어 있다는 개념의 근원에 관하여 말했다. 그것은 기원전 6세로 거슬러 올라가며, 프톨레마이오스의 경우에서는 "어떻게 인간의 성격이 하늘에 의해 결정되는가"를 설명하는 "영혼은 하늘로부터 온다."는 플라톤주의적 관점에 의존하는 아리스토텔레스주의와 스토아 학파의 철학의 혼합되어서 나타난다.
프톨레마이오스에게 영혼은 이성적이며 수성의 조건이 기인하는 의식적인 추론을 위한 능력과 그리고 감성적이며 달의 조건이 기인하는 ("감각상의 그리고 비이성적인 부분"으로써) 마음의 잠재의식과 무의식적 요소를 포함한다. 이 두 개의 장은 제11장에서 기술된 신체의 기질보다는 심리학적인 동기와 행동의 표현에 관한 본능적인 충동과 도덕적인 성향에 대한 분석을 다룬다. 영혼의 질병은 정신 이상, 절제나 자제의 능력 상실, 감정의 불안정, 성적인 타락, 병적인 불건전함, 마음의 지적이며 소극적인 부분에서의 격렬한 고통을 포함하는 "전혀 균형이 맞지 않는 애착이며 병적인 것"으로 정의된다. 이에 관한 점성학적인 설명은 주로 수성과 태양이나 달, 혹은 심리적 충동 (예를 들어, 성적인 문제에서는 금성)이 연관된 행성의 어려운 배치에 있어서 파괴적인 행성의 지나친 영향력과 관계된다. 캠피언은 그러한 심리학적 특성을 지닌 행성의 연관성이 프톨레마이오스에게 근원이 있지 않으며, 그가 이 저서를 집필할 당시 알렉산드리아에서 보급 중에 있었던 《헤르메스 전집(Corpus Hermeticum)》에 있는 것임을 알렸다.:254
이 권에서 프톨레마이오스는 출생에서 비롯된 내면의 특성과 유전적 경향, 병에 관한 소인 그리고 선천적 성향에 대한 모든 화제를 검토한다. 개인의 천궁도에 대한 그의 탐구는 제4권으로 이어지며, 그 권의 화제는 물질적인 것과 삶의 경험과 관계되는 내용으로 구별된다.

## 제4권: 개인의 천궁도(외적 우연)

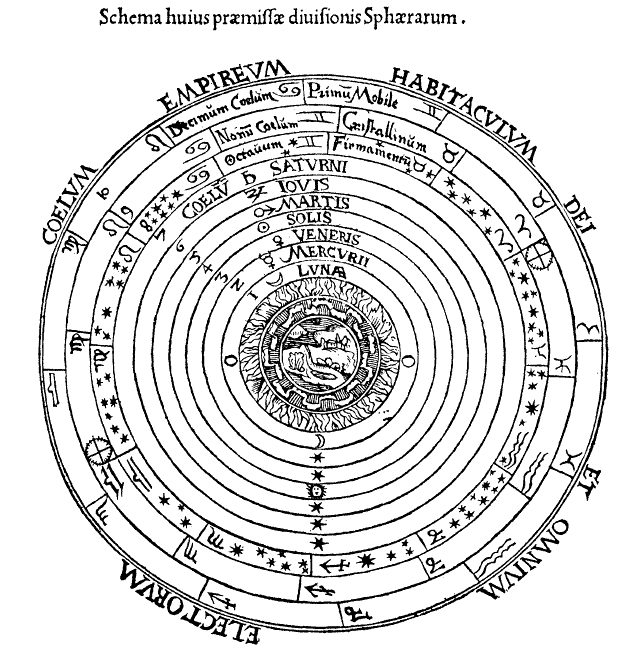
프톨레마이오스의 지구중심적 천구, 페트루스 아피아누스의 《우주형상지(Cosmographia)》(1539년)

제4권에는 앞에서 설명된 내용의 정리를 재확인하는 간략한 소개가 있다. 이 권은 부(富, wealth) 와 명예(名譽, honour)에 대한 화제로 시작한다. 프톨레마이오스는 이렇게 전한다.: "물질적인 운은 신체의 특성과 관련되며, 따라서 명예는 영혼의 특성에 속한다." 물질적 부에 관한 제2장은 "행운의 가상점"이라고 불리는 것을 사용하는데, 그것을 계산하는 밥법을 전하는데 있어서 프톨레마이오스의 설명은 "우리는 주간과 야간의 천궁도 모두에서 그것을 계산하는데 태양부터 달까지의 간격을 측정한다."는 그와 동시대의 저자들의 것과는 상충한다. 프톨레마이오스의 명성에 의해 보장된 그것의 계산법은 후일 중세와 르네상스의 많은 점성가들에게 채택되었는데, 하지만, 그것은 오늘날 대부분의 헬레니즘 점성가들이 주간 출생에 해당되는 계산 공식을 뒤바꾼 것으로 인정된다. 프톨레마이오스는 제3장의 "위엄의 행운"에 대한 그의 검토에서 일반적으로 행운의 가상점과 연관된 물질적 부와 행복에 대한 영적 상응부로써 사용되는 "정신의 가상점(또는 다이몬)에 대해서는 어떠한 언급도 남기지 않는다는 점이 주목할만 하다. 그러함은 부여될 수 있는 합당한 설명이 없는 가상점과 도수에 대한 (제3권 제3장에서 선언된) 그의 반감을 증명한다.
로빈에 의해 번역된 것으로것으로서 "행동의 특성에 관하여(Of the Quality of Action)"라는 이름의 다음 장은 직업적인 성향과 경력의 진전(혹은 퇴보)에 관한 운명성에 대해서 다룬다. 이 장에 이어 5장에서는 결혼애 대한 논의가 이어진다. 그것은 남성의 천궁도에서는 그의 부인을 설명하기 위해서 달을 그리고 여성의 천궁도에서는 그의 남편을 설명하기 위해서 태양을 먼저 참조한다. 여기서, 프톨레마이오스는 서로 다른 두개의 천궁도에서의 행성의 위치로 서로 조화롭거나 적대적인 관계의 징후를 비교하는 상성(相性, synastry)으로 알려진 점성술 기법의 사용을 제시한다.

"대부분의 결혼 생활은 출생시의 발광체 모두가 또 다른 것과 삼분위각이나 육분위각이라고 하는 조화로운 각으로 맺어져 있을 때, 지속된다.  …  사소한 구실과 완전한 이간에서 비롯된 이혼은 발광체들의 앞서 말한 위치가 분리된 별자리에 또는 정반대에 있거나 사분위각을 맺고 있을 때 발생한다."

다음 네 장은 출생 천궁도에 관한 조사를 완료한다. 아이(제6장), 친구와 적(제7장), 외국 여행의 위험(제8장) 그리고 (제10장에서의 죽음의 시간과는 반대되는) 죽음의 특성 (또는 유형)(제9장)에 관한 화제를 다룬다.
이 작품의 마지막 장은 이 저서의 마지막에 별개의 주제를 소개하므로 "호기심을 끄는 것"으로 묘사된다. 그것은 일곱 단계의 '사람의 세대'을 말하는데, 프톨레마이오스는 제3권에서 그렇게 나타나는 생애의 시점에 따르는 점성학적 배치에 대한 주안점을 변경하는 문제로써 간략하게 언급했다.: "우리는 특정한 시점에 발생하게 될 사건을 예측하며, 생애의 주기라고 불리는 것에 따라서 도수를 변경한다." 점성가는 반드시 문화적 차이를 고려해야 하는데, 왜냐하면, 예를 들면, 누군가가 필리핀인 대신에 중국인하고 결혼하는 것으로 지정하여, 특유의 문화와 풍습을 오인하지 않도록 하기 위함이며, 그러한 고려는 정성학적으로 중요한 사건이 발생하는 생애의 주기를 고찰하는데 필수이다. 이 주기는 사람에게 있어서 여러 세대단계에서 적합하고 가능한 것을 지니는 일시적 기간들에서 예상되는 세목들을 조화시키게 될 것이며, "어린 아이에게 임박한 결혼" 또는 "몹시 늙은 사람이 아이를 낳는 것이나 젊은 사람에게 적합한 다른 어떤 것을 하는 것"과 같은 맥락을 무시하는 예언은 피한다. 이 장은 생애의 일곱 단계의 행성 주제에 대한 검토로 이끈다.:
...일곱 행성의 순서에 따른 유사성과 비유가 있는데, 그것은 인간의 맨 처음 세대에서 그리고 우리로부터 가장 가까운 구체인 달부터 시작하며, 세대의 마지막으로 그리고 행성 구체들 중에서 가장 바깥에 있는 토성이라 불리는 것에서 끝난다.

이 장에 있는 일부의 정보는 다음과 같이 요약될 수 있다.:
| 행성 | 기간           | 연령(만)  | 세대        | 행성적 정의                                                |
| 달   | 처음 4년       | 0~3세     | 유아기      | 유연, 성장, 가변성, 신체의 영양분                          |
| 수성 | 다음 10년      | 4~14세    | 유년기      | 지능의 발달, 언어 표현, 육체적이며 정신적인 재주           |
| 금성 | 다음 8년       | 15~22세   | 청소년기    | 사랑과 성생활을 향한 충동, 불타는 열정, 교활함             |
| 태양 | 다음 19년      | 23~41세   | 초기 성년기 | 책임, 야망, 물질, 예의, 장난으로부터의 변화                |
| 화성 | 다음 15년      | 42~56세   | 후기 성년기 | 엄격, 지나간 청춘을 깨달은, 삶의 과업을 완수하기 위한 노동 |
| 목성 | 다음 12년      | 57~68세   | 완숙기      | 완수, 은퇴, 독립, 위엄, 신중함, 명예                       |
| 토성 | 남은 모든 기간 | 69세~죽음 | 노년기      | 냉정, 허약, 쇠퇴, 장애, 의기소침함                         |

이 권은 (기본) 경향, 연대기적 입장과 진행, 삭망월 그리고 통과를 포함하여 시한의 사건에 대한 예언에 사용되는 천문적이며 상징적인 주기에 관한 간략한 검토로 끝을 맺는다.
러브(Loeb)의 1940년 영어 번역본의 번역가 F. E. 로빈스는 이 권의 마지막 절에 관해 "수수께끼 같은 문제"라고 말한다. 어떤 원고들은 결론 맺지 않은 상태로 있거나 (특히 프로클로스에 기인하는) 이 작품에 대한 익명의 의역에 필적하는 문헌으로 보완되어 있다. 아랍어 번역본을 통해 전달된 원고들과 같은 다른 것은 일반적으로 같은 내용이 기록되어 있지만, 더 길다. 로빈스는 그 의역된 문헌과 의견을 같이하는 결말은 위조가 확실하다고 여긴다. 더 나중의 《뒤늦은 깨달음의 사업(Project Hindsight)》판의 영문 번역가 로버트 슈미트는 그의 저서 후반에 "더 일반적으로 프톨레마이오스식 같이 틀린다."고 한데서 로빈스의 선택에 동의한다.
로빈스는 고대의 서적들이 두루마리가 가 아니라 코텍스의 형태로 편찬되었을 때 결말의 결여가 나타난다고 설명한다. 테트라비블로스의 의역판이 프톨레마이오스만의 원문 구조의 복잡한 방식을 지니지 않고서 이 작품의 뜻을 전하는데 목적이 있기 때문에, 로빈스는 "(아마도 프톨레마이오스를 제외한) 누군가가 어떻게 순서를 뒤바꿨고 그리고 이전의 비교적 단순한 언어로부터 이후의 난해한 그리스어로 된 길고 복잡한 것을 진전시켰는지는 이해하지 못한다."고 전한다. 따라서, 그는 이 문헌의 아랍어 번역본에 있는 것에 그의 동의를 더하며 두 가지의 번역본 모두의 결론을 표현한다. 그에 따라, 이 작품은 프톨레마이오스가 "출생의 화제가 간략하게 재검토되어 왔으므로, 그것으로 충분히 적당한 결말을 맺을 수 있다."고 선언한 것으로 결론지어진다.

## 번역본과 판
이문헌의 원본은 잔존해 있는 것이 없다. 이것의 내용은 번역과 단편, 의역된 사본, 주석서 그리고 후기의 그리스어 원고로로부터 알려진다. 점성학 조사가 데보라 홀딩은 특정 요점이 어떠한가에 대한 분석에서 다른 판들에 동의하거나 다르게 보며, 세 가지 주요한 전달의 흐름에 의해 영향을 받아온 상충되는 세목의 영역을 제안한다.: 아랍어 번역본을 통해 지나온 원고들, 의역판에 근거하는 것들 그리고 아랍어로 된 것보다 4세기 후의 연대를 가지지만 그리스어 이외로는 번역 과정을 겪지 않는 원고들.

### 아랍어 번역본
잔존하는 가장 오래된 원고는 9세기에 이샤크 벤 후세인에 의해 편찬된 아랍어 번역본이다. 그것은 1138년에 티볼리의 블라토에 의해 최초로 라틴어로 번역되었고 프톨레마이오스의 점성학적 작품에 대한 최초의 완전한 소개로써 중세 유럽에 영향력을 끼치게 되었다. 그것은 적어도 아홉 개의 필사본과 다섯 개의 르네상스 인쇄본으로 잔존한다.
아랍어 전거로부터 만들어진 다른 라틴어 번역본들은 1206년에 익명의 (미공표) 저작물과 에지디오 테발디(테발디의 아에기디우스)에 의한 또 다른 13세기의 것이 있다. 전형적으로, 라틴어 번역본은 11세기에 알리 이븐 리드완(할리)에 편찬된 아랍어 문헌으로 순환된 아랍어 문헌으로부터 제작되었다.
에지디오 테발디의 번역본은 1484년에 에드하르트 라트돌트에 의해 할리의 주석서와 《켄틸로퀴움(Centiloquium)》으로 알려진 "의사적(擬似的) 프톨레마이오스식" 금언 목록과 함께 출판되었다. 그것은 "15세기 후반의 이탈리아 출판의 창조물"로 묘사된다.

### 의역에 근거한 판
그리스어로 된 익명의 의역서는 추리적으로 5세기의 철학자 프로클로스에 의한 것으로 여겨진다. 그것은 스테판 헤일렌 교수에 의해 "매우 의심스러운" 것으로 기술된 점으로 보아 그것의 진본성이 문제시되는 데도 불구하고, 종종 프로클로스의 의역서로써 참조된다. 의역서의 내용은 테트라비블로스의 필사본의 것과 가깝지만, 그것은 헤일렌이 "어려운 원본 작품에 대한 더 쉽게 이해할 수 있는 변형"이라고 말한 것을 제공하는 목적을 지닌 간략한 본문으로 되어 있다.
이 문헌에 대한 현대의 비평적 연구판은 없다. 이것의 잔존하는 가장 오래된 원고는 10세기의 연대를 가지며 바티칸 도서관에 보관되어 있다.:269 이 의역서에 대한 몇몇 문헌은 1554년에 바젤에서 필리프 멜란히톤에 의해 그의 서문과 라틴어 번역본으로 출판되었지만, 널리 보급되지는 못하였다.:265 1630년경에 바티칸 학자 레온 알라티노스에 의해 "그의 개인적인 만족을 위해" 라틴어 번역본을 수반하는 이 작품의 완전한 재현품이 제작되었고 그것은 1635년에 레이던에서 엘제비어가의 식자공에 의해 명백히 알라티노스의 지식이나 동의와 무관하게 출판되었다.
1940년의 로빈의 판 이전에는 알라티노스의 라틴어 번역본이 테트라비블로스의 영어 번역본들의 전거로 사용되었다.:266 그것들은 (1701년) 존 웨일리에 의해 그리고 (1786년) 에버니저 시블리와 그의 형제에 의해 제작된 웨일리의 것에 대한 "정정본"으로, (1822년) J. M 애시먼드에 의해, (1828년) 제임스 윌슨에 의해 그리고 19세기에 존 워스데일의 것과 같은 다른 개인적으로 보급된 원고들로써 제작되었다.

### 그리스어 원고
프톨레마이오스의 원본 원고에 대한 복사본은 아무것도 남아 있지 않지만, 그것의 일부가 기술 또는 재현된 헤파이스티온의 《아포텔레마티크스(Apotelesmatics) 제1권》과 같은 다른 고대 저서들이 있다.:275
테트라비블로스의 가장 오래된 (그것으로 만들어진 의역본이 아닌) 상당한 정도로 완성된 그리스어본은 13세기의 연대를 지닌다. 다른 두세개의 것들은 14세기의 연대를 가지는 것들도 있지만, 그 밖에 다른 대부분의 것을은 15세기와 16세기의 연대를 지닌다. 프랭크 이글스턴 로빈스에 의한 1940년대의 번영곱에 잇는 '서문'에서는 유럽의 도서관에는 문학 테트라비블로스의 전부나 많은 부분을 수록하고 있는 원고가 적어도 35개는 존재한다고 알렸다.
맨처음의 인쇄본은 1535년에 독일의 고전 학자 요아킴 카메라리우스의한 라틴어 번역본을 첨부하여 제작되었다. 그것은 1553년에 재출판되었고 "아랍어가 아닌 그리스어 문헌에 근거하는 최초의 라틴어 번역본이라는 점에서 주목할만 하다.":269 로빈스는 "나의 낙장 조사는 카메라리우스의 제2판을 보완하여 이루어져 왔는데, 여태까지 그것은 표준 문헌이었고, 가장 편리한 것이었기 때문이다."라고 전하는 그의 영어 번역본과 비교되는 그리스어 문헌의 1553년판의 쪽수를 알렸다.
1940년에도 독일에서 튜브너에 의해 프란츠 뵐에 의한 그리고 그의 제자 에밀리 보어에 의해 완성된 미출판 저서에 근거하는 그리스어 교정본이 출판되었다 로빈스는 그의 영어 번역본의 준비에 있어서 그것을 인용할 수 없는 것에 유감을 표했다.
1994년에 '뵐-보어'의 저서는 뒤늦은 깨달음의 사업에 의해 출판된 로버트 슈미트에 의해 연재된 영어 번역본의 근거가 되었다. 그 '번역가의 서언'은 로빈스의 "수반되는 개념상의 화제"의 일부에 관한 이해에 대해 비판적이며, "1940년에 뷜과 보어에 의해 편집된 튜브너의 문헌의 개연적인 우세"를 인정하는 새로운 영문 번역본의 필요성을 주장했다.
이 작품의 그리스어 저서에 대한 가장 최근의 교정본은 독일의 학자 휴프너 교수에 의해 제작되었고, 1998년에 튜브너에 의해 출판되었다. 휴프너는 33개의 완성본과 14개의 부분적 원고에 근거하여, 보어의 미출판된 기록과 로빈스와 뷜-보어의 판에서 나타난 추론을 병합하기도 했다.:273 그것은 오늘날 권위있는 판으로 여겨진다. 《고전의 회고(Classical Review)》에서 재검토자의 의견은 그것이 실질적으로 모든 페이지가 분명한 과거의 판들을 넘는 진전을 보인다."고 선언한다.
《테트라비블로스》와 연관 문헌의 번역가들
- 요아킴 카메라리우스(1500~1574년). 테트라비블로스의 최초로 인쇄된 그리스어본의 번역가.
- 히에로니무스 볼프(1516~1580년). 테트라비블로스 주석서의 최초로 출판된 라틴어본의 번역가.
- 레온 알라티노스 (1585~1669년). 테트라비블로스 의역서의 최초로 출판된 그리스어본의 번역가.
- 프란츠 뵐(1867~1924년). 테트라비블로스의 튜프너 출판 그리스어본(1940년)의 (보어와 공동) 번역가

## 관련 문헌

### 주석서
11세기에 알리 이븐 리드완(할리)에 의해 제작된 테트라비블로스에 대한 아랍어 주석서 외에, 오래된 무명의 출처를 지닌 익명의 그리스어 주석서에도 중대한 관심이 부여된다. 그것은 고대 후기나 비잔티움 시대에서의 불분명한 연대를 가진다. 그것은 테트라비블로스 의역서의 추정상의 저자 프로클로스에 기인하는 것으로도 여겨지지만, 헤일렌에 의해서는 그러한 귀속은 "짐작으로 보인다"고 논평되기도 했다, 홀딩은 의역서와 주석서 내에서 나타나는 일람표로 만들어진 정보에 있는 차이를 알리며 두 가지를 모두 같은 저자의 것으로 보기 어렵다는 주장을 밝히기도 했다.:274
1559년에 히에로니무스 볼프에 의한 라틴어 번역본을 동반하는 그리스어 주석서가 최초로 출판되었다. 그것은 심하게 훼손된 사본에 근거하므로 "이 분류의 문학에 잠깐씩 손을 대는 것"으로 비난하며 접근하는 것이 아니라 익명을 유지하기를 선호하는 볼프의 학문적 동지에 의한 무수한 추론을 요했다고 주장했다. 볼프의 판은 (추리적으로) 포르피리오스에 기인하는 티트라비블로스의 서론과 데모필리우스의 주해서(scholia)로 분류된다.
그 주석서의 목적은 프톨레마이오스에 의해 설명된 정성학적 원리에 대해 증명하는 실례와 충분한 설명을 제공하는 것이다. 볼프의 판에 뒤이어, 상당한 양의 구절들은 예제가 되는 천궁도의 방대한 수집이 특징을 이루는 라틴어로 된 점성학적 저서들과 통합되었다. 그러한 가장 저명한 견본들로는 지롤라모 카르다노의 《점성술의 프톨레마이오스(Ptolemaei De Astrorvm Ivdiciis)》(1578년, 바젤)과 프란치스코 윤티누스의 《거울 점성술(Speculum Astrologiae)》(1583년, 루즈두니)이 있다.:273 현대의 번역가들은 그들의 설명을 위한 주석에서 히에로니무스의 주석서를 참조함을 유지한다.

### 켄틸로퀴움
'백 가지 (격언)'라는 뜻의 《켄틸로퀴움》은 점성학적으로 중요한 100 가지의 명언의 모음집의 일반적인 라틴어 이름이다. 그것은 '열매의 책'이라는 뜻의 라틴어 리베르 프룩투스(Liber Fructus)(아랍어: 키타브 알다마라, 히브리어: 세페르 하페리)로도 알려져 있다. 후자는 그것이 프톨레마이오스의 점성학적 핵심 원리의 총체를 제공했다는, 따라서 "네 권의 책의 열매'가 된다는 확신을 반영한다. 프톨레마이오스의 모든 저서가 그렇듯, 그것은 '시로스'에게로의 헌정을 담고 있으며, 프톨레마이오스의 것이라는 이 작품의 출처 분명성의 추정을 지지하는데 도움이 된다.
초기의 원고들은 아바드 이븐 유수프(835~912년)에 의해 저작된 주석서를 동반한다. 번역본들은 테틀라비블로스의 아랍어본들이 만들어지고 있을 때와 같은 시기에 라틴어로 변역되었다. 가장 이른 번역본은 1136년에 요한네스 히스파네넨시스에 의해 그리고 1138년에 티볼리의 플라토에 제작된 것들이 있다.
프톨레마이오스의 작품에 대한 아랍어 주석서를 제작해 왔던 알리 이븐 리드완(할리)는 주해서들이 질문적의 원리를 강조했음에 유의했으며 프톨레마이오스가 어째서 그 주제의 적용 범위를 명기하지 않았는지에 의문을 가졌다. 제롤라모 카르디노는 테트라비블로스에 대한 그의 주석서에서 갈레노스의 주장을 참고한 것과 같은 차이점에 근거하여 그 작품은 위조임을 언명했다.: "옛날에, 거대한 도서관을 설립하려고 힘쓰던 왕들은 유명한 사람의 저서들을 비싼 값에 사왔다. 그렇게 해서 그들은 사람들이 그들의 저서들을 고대인들의 것으로 기인하는 것으로 알도록 만들었다."
오늘날 이 문헌의 원작자는 "의사과학적 프톨레마이오스"의 것으로 돌려진다. 몇몇 학자들은 아마드 이븐 유수프가 진짜 저자라고 제안한다. 어떤 사람들은 켄틸로퀴움이 프톨레마이오스의 것이 아니라도, 헬레니즘 점성술로부터 진품에 대한 낙장 조사로 다소 보전되었을 수도 있다고 인정한다. 궁극적으로 켄틸로퀴움의 역사적 수락은 프톨레마이오스의 점성학적 유산의 일부가 그것이 중세 시대에 널리 보급되는 영향력을 부여하여, 그 시대에 점성학적 전통 내에서 중요한 문헌으로 확립되었다는 점에 있다.

## 같이 보기
- 바빌로니아 천문학: 프톨레마이오스에게 전해진 고대 자료.
- 그리스 천문학: 프톨레마이오스 시대의 천문학.
- 프톨레마이오스의 세계 지도 - 프톨레마이오스에 의해 표현된 고대 세계의 지도.

## 인용 저서

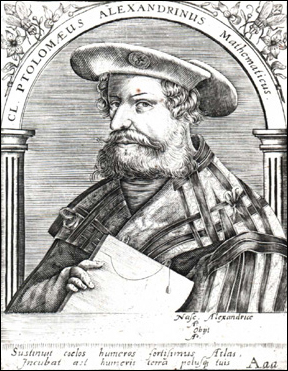
테오도르 드 브리의 16세기 목판화에서 묘사된 프톨레마이오스. 설명문: 그의 어깨에 강력한 아틀라스가 하늘을 떠받치고 있다.: 그러나, 결국 지구와 그것의 극은 여러분에게 달려있다.

- Ashmand, J. M., (ed.) 1822. 《Ptolemy’s Tetrabiblos》. London: Davis and Dickson. Reprinted, Bel Air, MD: Astrology Classics, 2002. ISBN 978-1-933303-12-3.
- Avelar, Helena and Ribeiro, Luis,  2010. 《On the Heavenly Spheres: A Treatise on Traditional Astrology》. Tempe, AZ: American Federation of Astrologers. ISBN 0-86690-609-6.
- Berggren, J. L. and Goldstein, B. R., (eds.) 1987. 《From Ancient Omens to Statistical Mechanics: Essays on the Exact Sciences presented to Asger Aaboe, vol. 39》. Copenhagen: University Library. ISBN 978-87-7709-002-8.
- Burnett, Charles and Greenbaum, Dorian Gieseler, (eds.) 2007. 《Culture and Cosmos: The Winding Courses of the Stars: Essays in Ancient Astrology, vol. 11 no 1 and 2, spring/summer and autumn/winter》. Bristol, UK: Culture and Cosmos, ISSN 1368-6534.
- Evans, James, 1998 (1998). 《The History & Practice of Ancient Astronomy》. Oxford: Oxford University Press. ISBN 978-0-19-509539-5.
- Evans, James, and Berggren, J. Lennart, 2006. 《Geminos's introduction to the phenomena》. Princeton, NJ: Princeton University Press. ISBN 978-0-691-12339-4.
- Falconer, William Armistead (ed.) 1923 (1923). 《Cicero: De senectute, De amicitia, De divinatione》. (Latin text with English translation). Cambridge, Mass.: Harvard University Press; London: W. Heinemann. ISBN 978-0-674-99170-5.
- Grafton, Amthony, 1999. 《Cardano's Cosmos》. Cambridge, Mass; London: Harvard University Press. ISBN 978-0-674-09555-7.
- Grasshoff, Gerd, 1990 (1990). 《The History of Ptolemy's Star Catalogue》. New York: Springer-Verlag. ISBN 978-0-387-97181-0.
- Houlding, Deborah, 1993. 《The Life and Work of Ptolemy, Traditional Astrologer; Issue 1, pp.3–6; Nottingham: Ascella》. Reproduced on Skyscript (2013년 4월 22일에 확인). |출판사=에 외부 링크가 있음 (도움말)
- Houlding, Deborah, 2006. 《Ptolemy's Centiloquium transcribed and annotated (based on Henry Coley's  English translation, published as chapter 20 of his Clavis Astrologiae Elimata》. London, B. Tooke and T. Sawbridge, 1676. OCLC 4731519). Reproduced on Skyscript (2013년 4월 22일에 확인). |출판사=에 외부 링크가 있음 (도움말)
- Hübner, Wolfgang, 1998. 《Claudii Ptolemaei opera quae exstant omnia 1, Apotelesmatika》. (Most recent critical edition of the Greek text). Stuttgart: Teubner. ISBN 978-3-519-01746-2.
- Jensen, Derek, 2006. 《The science of the stars in Danzig from Rheticus to Hevelius》. San Diego: University of California. ISBN 978-0-542-90624-4.
- Jones, Alexander (ed.), 2010. 《Ptolemy in Perspective: Use and Criticism of his Work from Antiquity to the Nineteenth Century》. Dordrecht; New York: Springer. ISBN 978-90-481-2787-0.
- Kieckhefer, Richard, 2000 (2000). 《Magic in the Middle Ages》. Cambridge; New York: Cambridge University Press. ISBN 978-0-521-78576-1.
- Lehoux, Daryn, 2006. 《'Tomorrow's news today: astrology, fate and the way out', Representations》. California: University of California Press. ISSN 0734-6018. 95.1: 105-122쪽.
- Lilly, William, 1647. 《Christian Astrology》. London: John Partridge and Humphrey Partridge. Republished in facsimilie, London: Regulus, 1985. ISBN 0-948472-00-6.
- Lindberg, David C., 2007. 《The beginnings of western science: the European scientific tradition in philosophical, religious, and institutional context, prehistory to A.D. 1450》. Chicago: University of Chicago Press. ISBN 978-0-226-48205-7.
- Long, Anthony, 1982 (1982). 《Astrology: Arguments pro and contra', Science and Speculation: Studies in Hellenistic Theory and Practice》. edited by Jonathon Barnes et al., pp.165–192. Cambridge: Cambridge University Press. ISBN 978-0-521-24689-7.
- Luck, Georg, 2006. 《Arcana Mundi (2nd ed.)》. Baltimore: Johns Hopkins University Press. ISBN 978-0-8018-8345-3.
- North, John David, 1989. 《Stars, minds, and fate: essays in ancient and medieval cosmology》. London: Hambledon Press. ISBN 978-0-907628-94-1.
- Pecker, Jean Claude, 2001 (2001). 《Understanding the Heavens: Thirty Centuries of Astronomical Ideas from Ancient Thinking to Modern Cosmology》. Berlin; London: Springer. ISBN 3-540-63198-4.
- Ramesey, William, 1654. 《Astrologia restaurata, or, Astrologie restored》. London: Nathaniel Elkins.  OCLC 606757518.
- Riley, Mark, 1974. 《Theoretical and Practical Astrology: Ptolemy and His Colleagues, Transactions of the American Philological Association;》 117. Baltimore; London: Johns Hopkins University Press.  ISSN 0360-5949. 235–236쪽.
- Riley, Mark, 1988. 《Science and Tradition in the Tetrabiblos, Proceedings of the American Philolosophical Society》. 132, no. 1,. Philadelphia: American Philosophical Society. ISSN 0003-049X. 67–84쪽.
- Robbins, Frank E. (ed.) 1940. 《Tetrabiblos》. Cambridge, Massachusetts: Harvard University Press (Loeb Classical Library). ISBN 0-674-99479-5..
- Rudhyar, Dane, 1936. 《The Astrology of Personality》. New York: Lucis. OCLC 1547769..
- Saliba, George, 1994. 《A History of Arabic Astronomy: Planetary Theories During the Golden Age of Islam》. New York: New York University Press. ISBN 978-0-8147-8023-7.
- Sela, Shlomo, 2003. 《Abraham Ibn Ezra and the rise of medieval Hebrew science》. Leiden; Boston: Brill. ISBN 978-90-04-12973-3.
- Schmidt, Robert, 1994–8. 《Tetrabiblos, vols. 1–4》. Berkely Springs: Project Hindsight.
- Smith, Mark A., 2006. 《Ptolemy's theory of visual perception: an English translation of the Optics》. Philadelphia: American Philosophical Society. ISBN 978-0-87169-862-9.
- Tarnas, Richard, 1991 (1991). 《The Passion Of The Western Mind: Understanding the Ideas That Have Shaped Our World View》. New York: Harmony Books. ISBN 978-0-517-57790-5.
- Tester, Jim, 1987 (1987). 《A history of western astrology》. New Hampshire: Boydell and Brewer. ISBN 978-0-85115-446-6.
- Taliaferro, Robert Catesby, and Wallis, Charles Glenn, 1955. 《Ptolemy's Almagest》. Great books of the Western world, vol.16.  Chicago: Encyclopædia Britannica.  OCLC 342062.
- Thomas, Keith, 1971 (1971). 《Religion and the decline of magic: studies in popular beliefs in sixteenth and seventeenth century England》. London: Weidenfeld and Nicolson. ISBN 978-0-297-00220-8.
- Thorndike, Lynn, 1923–58. 《A History of Magic and Experimental Science》 1–12. New York: Macmillan; Columbia University Press.  OCLC 645400199.
- Tymieniecka, Anna-Teresa, 2010. 《Astronomy and Civilisation in the New Enlightenment: Passions of the Skies》. Dordrecht: Springer. ISBN 978-90-481-9747-7.
- Webster, Charles, 1979 (1979). 《Health, medicine, and mortality in the sixteenth century》. Cambridge; New York: Cambridge University Press. ISBN 978-0-521-22643-1.
- Westman, Robert S., 2011. 《The Copernican Question: Prognostication, Scepticism, and Celestial Order》. California: University of California Press. ISBN 978-0-520-25481-7.

## 추가 문헌
- Theoretical and Practical Astrology: Ptolemy and his Colleagues by Mark Riley, 1974; Transactions of the American Philological Association, 117, (Baltimore; London: Johns Hopkins University Press).: 동시대의 다른 점성가들의 것과는 다른 프톨레마이오스에 의해 채택된 접근법에 대한 탐구.
- Science and Tradition in the Tetrabiblos by Mark Riley, 1988; Proceedings of the American Philosophical Society, 132.1, (Philadelphia: American Philosophical Society).: 프톨레마이오스가 점성술에 무엇을 기여했는지 그리고 그의 저서가 왜 중요한지의 질문에 대한 고찰.